# Cathédrale Notre-Dame-de-la-Treille
Vous lisez un « article de qualité » labellisé en 2015.
Pour les articles homonymes, voir Notre-Dame et Cathédrale Notre-Dame.
La cathédrale Notre-Dame-de-la-Treille de Lille est une cathédrale dans le département français du Nord en région Hauts-de-France. De style néogothique, elle est située dans le quartier du Vieux-Lille, à l'emplacement de l'ancienne motte castrale.
Élevée en l'honneur de la Vierge Marie sous le vocable de Notre-Dame-de-la-Treille, du nom d'une statue miraculeuse qui fait l'objet d'une dévotion particulière à Lille depuis le XIIIe siècle, la cathédrale n'est à l'origine qu'une chapelle votive. Le projet de son édification, porté par une commission qui réunit des représentants du clergé et de la haute bourgeoisie industrielle créée en 1853 par Charles Kolb-Bernard, véritable chef laïc du catholicisme lillois, répond à un double objectif. 
D'abord, reconstruire une grande église au cœur de la ville, après la destruction pendant la Révolution française de la collégiale Saint-Pierre qui abritait la statue de Notre-Dame-de-la-Treille depuis plus de six cents ans. Ensuite, promouvoir la création d'un siège épiscopal à Lille, qui appartient alors à l'archidiocèse de Cambrai, création jugée indispensable pour asseoir le statut de capitale religieuse de la ville et disposer des ressources nécessaires à la moralisation d'une population ouvrière qui ne cesse de croître sous les effets de la révolution industrielle. C'est pourquoi l'édifice est conçu d'emblée par ses commanditaires comme une future cathédrale.
Sa construction, qui s'est étalée sur près de cent cinquante ans, a débuté symboliquement en 1854 par la pose d'une première pierre et le lancement d'un concours international pour la conception d'un édifice inspiré du « gothique de la première moitié du XIIIe siècle ». Parmi les 41 projets déposés, les deux premiers prix sont attribués à des projets anglais. Mais l'idée de confier la construction d'une église en l'honneur de la Vierge Marie à des architectes étrangers de confession anglicane soulève de telles objections que la réalisation du projet échoit finalement à l'architecte lillois Charles Leroy. 
Engagée en 1856, la construction de l'église rencontre ensuite de nombreuses difficultés, en particulier pour réunir les financements nécessaires à la poursuite des travaux. Ils sont réalisés par tranche, sous la direction de plusieurs générations d'architectes, de 1856 à 1975, pour s'achever en 1999 par la pose d'une façade très moderne, une partie du programme initial, qui comportait notamment un massif ouest constitué de deux grandes tours encadrant une rosace, ayant été abandonnée.
Simple chapelle à l'origine, Notre-Dame-de-la-Treille se voit conférer le titre de basilique mineure par le pape Pie X en 1904. Le 25 octobre 1913, après plusieurs décennies d'activisme des milieux catholiques lillois, l'archidiocèse de Cambrai est divisé en deux pour donner naissance au diocèse de Lille et Notre-Dame-de-la-Treille devient cathédrale. En 2008, à la suite du remaniement des provinces ecclésiastiques de France engagé à la fin des années 1990, Lille est élevée au rang d'archevêché et la cathédrale devient cathédrale métropolitaine, siège de l'archevêque qui a autorité sur les diocèses d'Arras, Cambrai et Lille.

## Histoire

### Le culte de Notre-Dame de la Treille

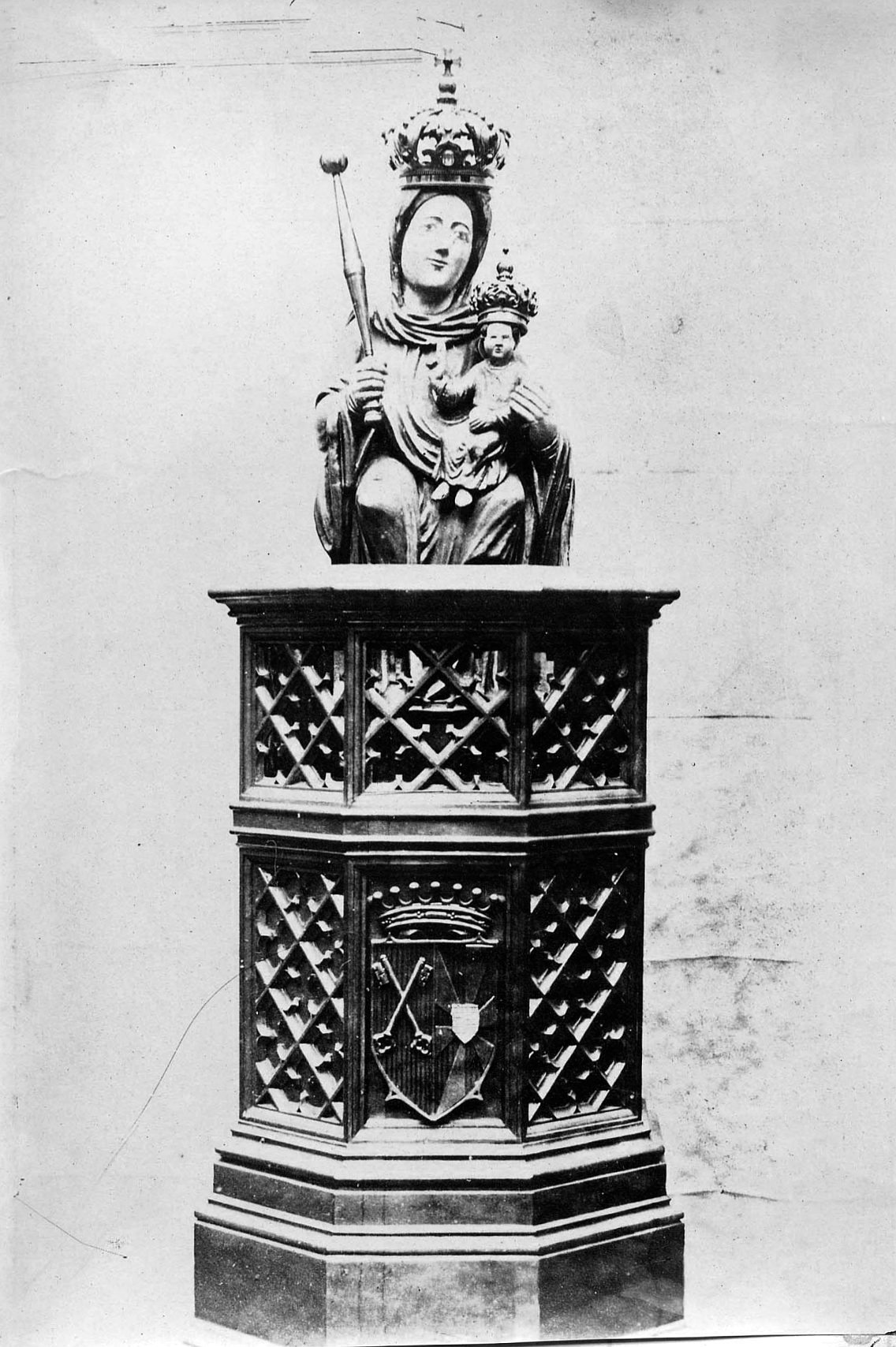
Photographie de la statue de Notre-Dame de la Treille (fin XIXe siècle).

La cathédrale doit son nom à une statue de la Vierge du dernier quart du XIIe siècle déposée dans la collégiale Saint-Pierre au début du XIIIe siècle et qui a fait depuis l'objet d'une dévotion particulière à Lille. La statue est décrite par Charles Bernard, curé de l'église Sainte-Catherine de Lille, comme une statue de pierre peinte « d'un peu plus de deux pieds et demi de hauteur ; elle a un sceptre dans la main droite, et de sa gauche, elle soutient l'Enfant Jésus sur les genoux ». 
Il mentionne que « la statue avec son piédestal est environnée d'un treillis en bois doré » et précise que l'ancienne grille, ou treille, en fer doré, a été perdue en 1792 lors de la destruction de la collégiale Saint-Pierre. Il fait l'hypothèse que la « treille » qui entourait la statue servait à y attacher les vœux des fidèles et lui aurait donné son nom, mais il est plus vraisemblable qu'il lui vienne de Treola, nom de lieu attesté au IXe siècle à proximité de ce qui n'était pas encore Lille.
Trois séries de faits miraculeux sont associées à la statue, en 1254, de 1519 à 1527 et de 1634 à 1638. Le miracle du 14 juin 1254 est une vertu de guérison pour les malades recourant à son intercession. Ceux du XVIe siècle sont très variés. « Particulièrement redoutable aux démons », la Vierge à la Treille délivre des possessions et guérit des maladies incurables, hernies, cécité, paralysie ou peste. 
Dès 1254, une confrérie de Notre-Dame-de-la-Treille est établie canoniquement par le pape Alexandre IV et, en 1269, une procession annuelle en l'honneur de Notre-Dame de la Treille est instaurée et se perpétue jusqu'à la Révolution. En 1634, Jean Le Vasseur, mayeur de Lille, consacre la ville à Notre-Dame de la Treille et c'est devant elle qu'en 1667, Louis XIV, qui vient de prendre la Flandre, prête serment de respecter les libertés des Lillois.
Après la destruction de la collégiale Saint-Pierre, fortement endommagée lors du siège autrichien de 1792 avant d'être livrée aux démolisseurs, la statue tombe dans l'oubli. Elle est achetée par un sacristain, Alain Gambier, qui la fait déposer à l'église Sainte-Catherine de Lille entre 1797 et 1802, où elle est reléguée dans une obscure chapelle. Ce n'est qu'en 1842 que le père Charles Bernard, devenu curé de la paroisse Sainte-Catherine, rétablit le culte de Notre-Dame de la Treille et rêve de lui redonner toute sa vigueur : il institue le mois de Marie, patronne de Lille et fait placer la statue dans la chapelle de la Très Sainte Vierge de l'église Sainte-Catherine. 
La célébration en grande pompe du jubilé séculaire des premiers miracles de Notre-Dame de la Treille, en 1854, constitue une étape décisive de cette œuvre de restauration. D'autant qu'elle est marquée par un signe de la Providence, le dénouement de l'acquisition, « contre toute prévision humaine », du terrain sur lequel doit être bâtie une église en l'honneur de Notre-Dame de la Treille, qui permet de poser sa première pierre avant le terme de l'octave jubilaire, « la veille de l'apothéose mariale ».

### Le projet de création d'un diocèse

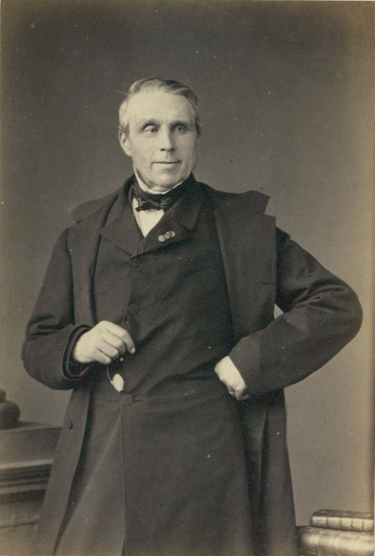
Le député Charles Kolb-Bernard.

Au milieu du XIXe siècle, en dépit de la dimension de la ville et de l'importance croissante des communes environnantes, Lille n'est pas le siège d'un évêché et se trouve appartenir à l'archidiocèse de Cambrai. De fait, lorsque, à l'époque du Bas-Empire romain, des évêques s'installent dans les civitates d'Arras, Cambrai, Thérouanne et Tournai, Lille n'existe pas encore. Lors de sa fondation, au XIe siècle, elle relève du diocèse de Tournai. Un diocèse de Lille aurait pu voir le jour entre 1559 et 1561, lorsque Philippe II décide de créer de nouveaux diocèses aux Pays-Bas pour endiguer la Réforme protestante. Dès cette époque, l'importance économique et démographique de la ville aurait justifié qu'elle devienne l'un d'entre eux, mais la proximité de Tournai, amputé des archidiaconés de Gand et de Bruges érigés en diocèses indépendants, ne le permet pas.
En 1667, Louis XIV prend Lille et, en 1713, les traités d'Utrecht tracent de nouvelles frontières qui coupent en deux les diocèses d'Ypres, Tournai et Cambrai. Pour résoudre ce problème de juridictions différentes au sein d'un même diocèse, l'intendant de Flandres, Charles d'Esmangart, propose en 1785 la création d'un évêché s'étendant de Dunkerque à Saint-Amand-les-Eaux, dont le siège serait établi à Lille. Les mémoires se succèdent jusqu'en 1788, mais la survenue de la Révolution ne permet pas au projet d'aboutir et, en 1790, c'est le diocèse de Cambrai, amputé de sa partie belge, qui est profondément remanié pour épouser les contours du département du Nord créé la même année.
En 1852, le député lillois Charles Kolb-Bernard relance le débat en faveur de la création d'un diocèse qui couvrirait les arrondissements de Lille, Dunkerque et Hazebrouck dans un rapport public intitulé Intérêts communaux de la ville de Lille. Anti-républicain, légitimiste, porte-parole de la haute bourgeoisie protectionniste, véritable chef du catholicisme lillois, Charles Kolb-Bernard est lié par alliance à la famille Bernard, l'une des plus anciennes de la grande bourgeoisie lilloise, à laquelle appartient également l'abbé Charles Bernard. Voué à la moralisation de la classe ouvrière alors que les tensions sociales s'exacerbent avec l'arrivée massive d'immigrants belges et la paupérisation d'une part croissante de la population suscitées par la révolution industrielle, il voit dans l'érection d'un évêché le moyen privilégié de « rechristianiser » une population largement privée du secours de la religion. 
Si elle gagne en acuité tout au long du siècle, la question sociale n'est pas nouvelle. Dès 1822, défendant une délibération sur l'érection d'un évêché à Lille que le conseil municipal adopte à l'unanimité, son rapporteur, Gaspard Charvet-Defrenne, s'exclame : « Négociants, voulons-nous jouir en paix du fruit de nos travaux et de notre industrie ? Manufacturiers, voulons-nous que les vastes ateliers qui s'élèvent de toutes parts ne deviennent pas un jour la proie des incendiaires ? Voulons-nous qu'ils soient dirigés par des agents fidèles et incorruptibles ? Peuplés d'ouvriers sages et soumis ? Appelons la religion à notre secours, multiplions ses ministres afin qu'ils travaillent à civiliser religieusement cette population qui s'accroît, qui arrive en foule des pays voisins sur nos frontières et qui deviendrait, à la moindre instigation, au moindre mouvement, un foyer de désordre et de révolte ». 
À cet égard, l'avocat Armand Prat, qui reprend les arguments développés par ses prédécesseurs dans un mémoire de 1856 intitulé Considérations sur la création d'un évêché à Lille, assure que « déjà la religion, en multipliant ses moyens d'action, a produit d'heureux résultats dans l'arrondissement. Cela est insuffisant. Il n'y aura de garantie sérieuse et assurée que lorsqu'elle agira d'une manière directe et continuelle sur les populations, par le ministère de l'évêque, son représentant le plus auguste ici-bas. »
Enjeu de reconnaissance du statut de capitale religieuse de la ville, la création d'un siège épiscopal à Lille relève aussi de considérations linguistiques et financières. En effet, le diocèse de Cambrai, tout en longueur, couvre deux aires linguistiques, le flamand étant très présent dans la partie nord occidentale, très éloignée du siège. Or, « le nombre de familles ouvrières parlant exclusivement le flamand est déjà très grand dans l'arrondissement [de Lille] et tend à s'accroître de plus en plus, au point qu'il importe beaucoup qu'une partie notable du clergé parle cette langue, qui ne peut être apprise dans un âge avancé, et que ne parle pas d'ailleurs la classe dans laquelle le clergé se recrute… ». 
De fait, quelques décennies plus tard, le dénombrement de 1896 fait état de près de 25 % de résidents étrangers dans l'arrondissement de Lille, ces derniers étant à plus de 98 % de nationalité belge, dont la plupart viennent de Flandre. Dès les années 1870, les Flamands représentent deux cinquièmes de la population de Wazemmes et la moitié dans des quartiers comme Moulins et Fives ou des villes comme Roubaix. Quant au point de vue matériel, d'une part, « l'accroissement de population qui en résulterait, le mouvement considérable de personnes qu'occasionneraient les retraites ecclésiastiques, les ordinations, les affaires quotidiennes, contribueraient à augmenter de manière permanente le revenu municipal », tandis que d'autre part « les dépenses seraient en grande partie à la charge du département et de l'État. »

### Le projet de construction d'une cathédrale
À la même époque, au début de 1853, Charles Kolb-Bernard et son cousin l'abbé Charles Bernard, ancien curé de Sainte-Catherine devenu vicaire général de Cambrai en 1845, sont à l'initiative de la création d'une commission, l'« Œuvre de Notre-Dame-de-la-Treille et Saint-Pierre », dont l'objet est la construction de la plus somptueuse des églises en l'honneur de Notre-Dame de la Treille. Réunissant des représentants du clergé et de la bourgeoisie industrielle lilloise qui soutiennent vigoureusement le projet d'érection d'un évêché à Lille, la commission conçoit d'emblée l'église votive comme une future cathédrale. En vue de sa construction, elle acquiert un terrain au cœur même du Vieux-Lille, sur le site de l'ancienne motte castrale de Lille récemment arasée, pour la somme de 223 000 francs.
Un concours international est lancé en 1854 pour la conception d'un édifice de style néogothique, inspiré du « gothique de la première moitié du XIIIe siècle », dont la première pierre est posée le 1er juillet 1854, au cours des fêtes de célébration du jubilé séculaire de Notre-Dame de la Treille, par René-François Régnier, archevêque de Cambrai, en présence de dix évêques, du maire, du préfet et d'une immense foule, avant même qu'un projet architectural n'ait été retenu. Le cahier des charges du bâtiment mis au concours est très explicite : il s'agit de proposer la cathédrale idéale du Moyen Âge dans toutes ses dimensions, la construction mais aussi l'ornementation et l'ameublement du futur édifice. 
D'une longueur de 100 à 110 mètres de long, l'église élevée sur un plan en croix latine doit notamment comprendre une ou deux tours surmontées de flèches, trois portails à voussures profondes, trois nefs, un transept, un chœur, un sanctuaire et des chapelles absidiales séparées du sanctuaire par le bas-côté. Le budget pour le gros œuvre est fixé à trois millions de francs, non compris le terrain, les verrières et l'ameublement. Les vitraux et la décoration intérieure font l'objet de dessins et de devis séparés et d'une adjudication particulière.

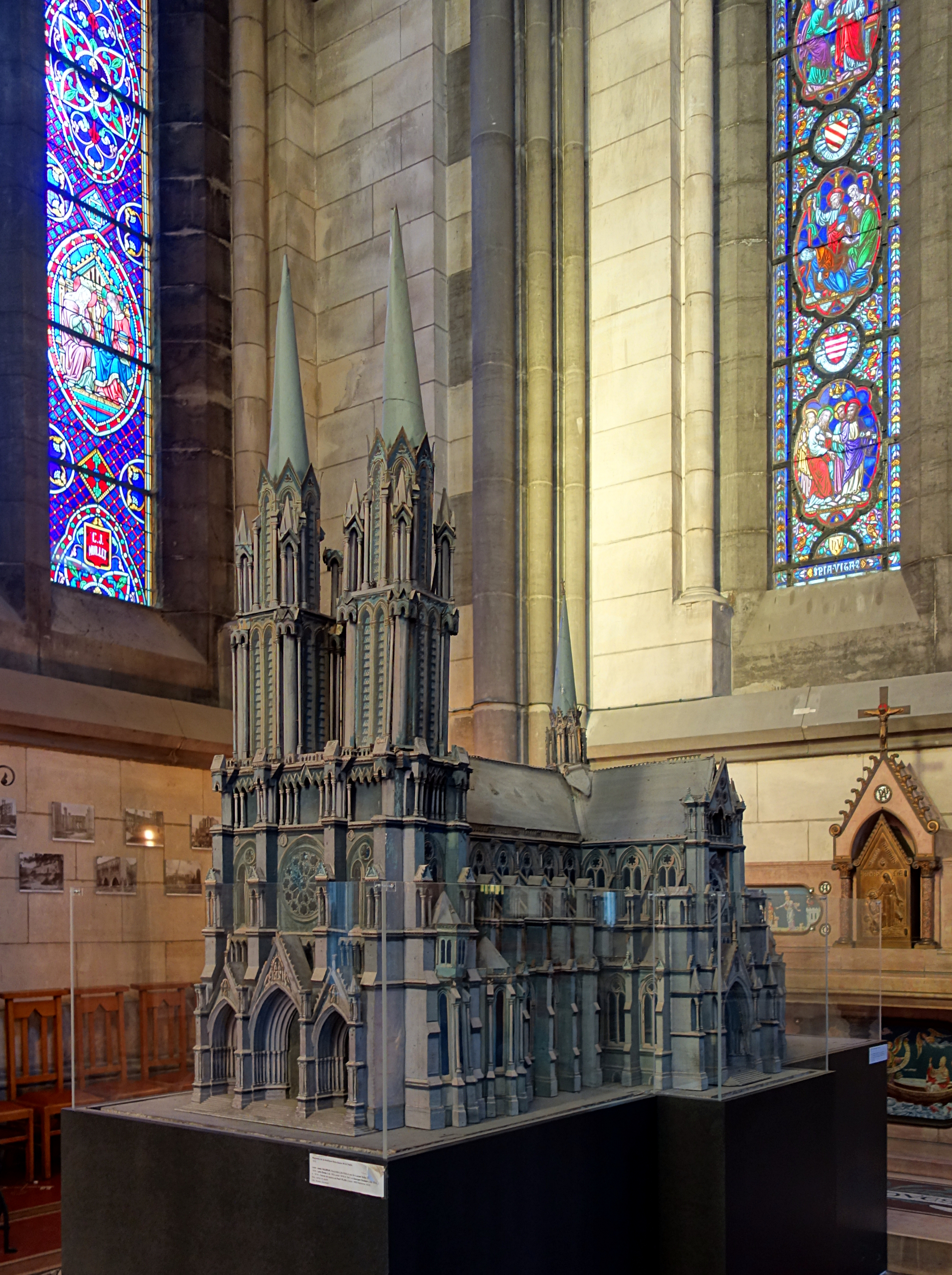
La maquette du projet de cathédrale.

Le jury constitué par la commission comprend plusieurs personnalités françaises et étrangères, parmi lesquelles Adolphe Napoléon Didron, Arcisse de Caumont et August Reichensperger, tous éminents spécialistes de l'architecture chrétienne du Moyen Âge. Le concours reçoit 41 projets, en provenance de toute l'Europe (Angleterre et Écosse, France, Allemagne, Belgique, Autriche, Luxembourg, Suisse et Pays-Bas). En mars 1856, le premier prix est attribué aux Anglais William Burges et Henry Clutton, le deuxième à l'Anglais George Edmund Street tandis que le premier Français, Jean-Baptiste Antoine Lassus, ne reçoit que le troisième prix. 
Pourtant, la commission ne peut se résoudre à confier la construction de l'édifice aux lauréats britanniques, de surcroît de confession anglicane, et le révérend père Arthur Martin, membre du jury et farouche adversaire du parti anglais, propose de constituer un « comité de construction » chargé de « franciser » le premier prix. En mai 1856, après bien des hésitations, la commission se résout à confier au père Martin, associé à l'architecte lillois Charles Leroy qui a obtenu une quatrième médaille d'argent au concours pour la cathédrale, l'élaboration d'un nouveau projet apportant au premier prix les « changements jugés nécessaires tout en lui conservant sa physionomie et son aspect général ».
Un mois plus tard, sur la base de premières esquisses et en dépit des protestations anglaises, la commission valide la constitution d'un « comité d'exécution des plans » composé du père Martin, de son ami l'abbé Victor Godefroy, curé de la basilique Notre-Dame de Bonsecours à la conception de laquelle Martin a participé, et de Charles Leroy. Mais peu après, le 24 novembre 1856, le père Martin décède subitement, ne laissant derrière lui qu'une vingtaine de dessins dans lesquels on peine à retrouver les grandes lignes du projet primé. L'abbé Godefroy se retire et Charles Leroy se retrouve alors seul responsable du chantier. 
Il ne remet pas en cause les plans du père Martin, mais y apporte dans les mois qui suivent quelques modifications qui donnent plus d'ampleur et de monumentalité au bâtiment et le rapprochent finalement de son propre projet présenté au concours, selon un plan qui évoque celui de la cathédrale Notre-Dame d'Amiens. Pour modestes qu'elles puissent paraître, ces modifications confèrent une tout autre dimension au projet du père Martin, pour en faire « une œuvre à part entière du gothique archéologique français » qui emporte même l'assentiment de Didron pourtant brouillé avec la commission en raison « des intrigues qui ont failli compromettre son existence et son mérite ». Mais elles ont aussi un coût, et le devis initial de 4,5 millions de francs, mobilier compris, passe à 16,5 millions de francs.

### La construction de l'édifice

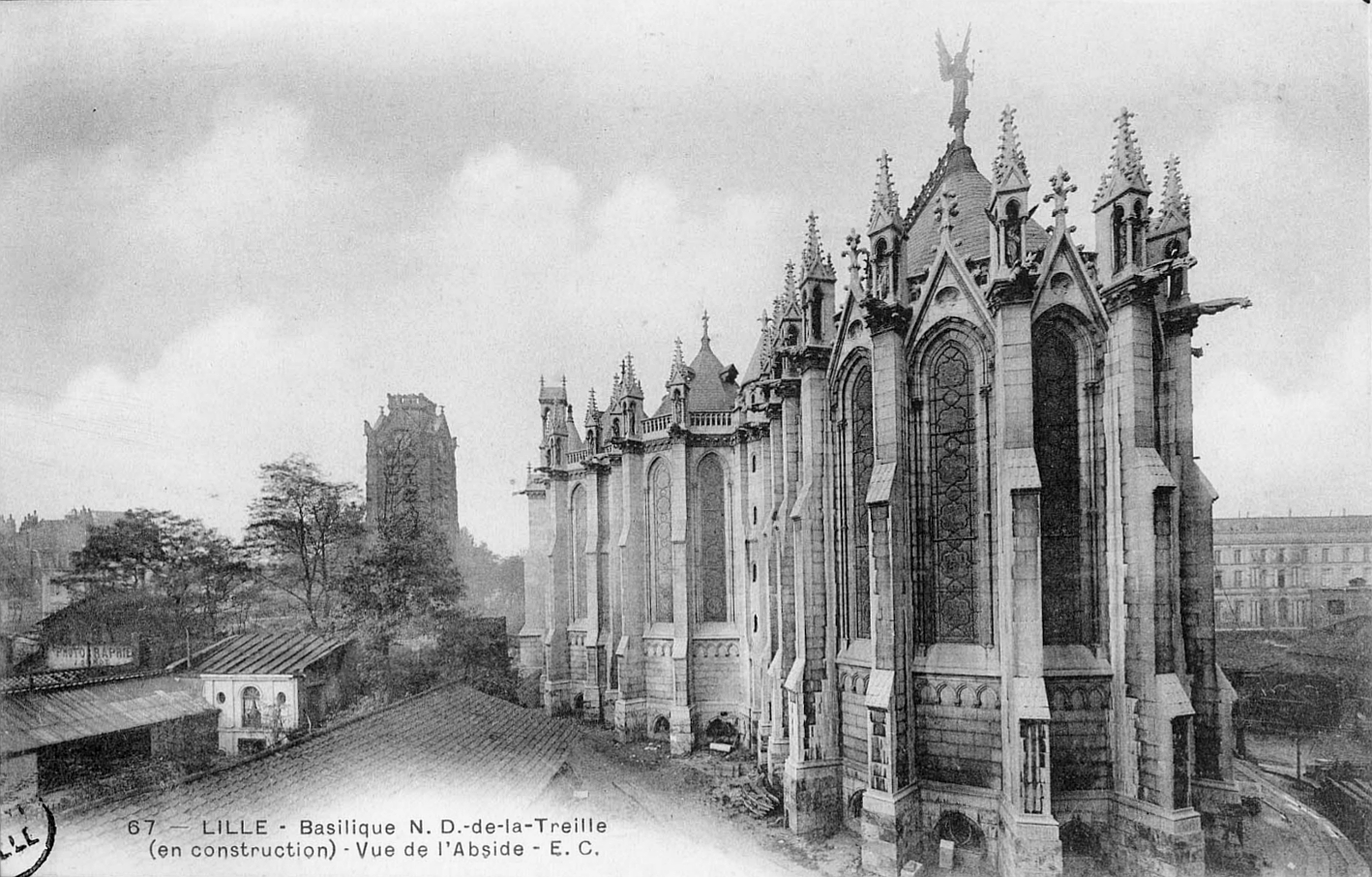
Notre-Dame-de-la-Treille en 1900.

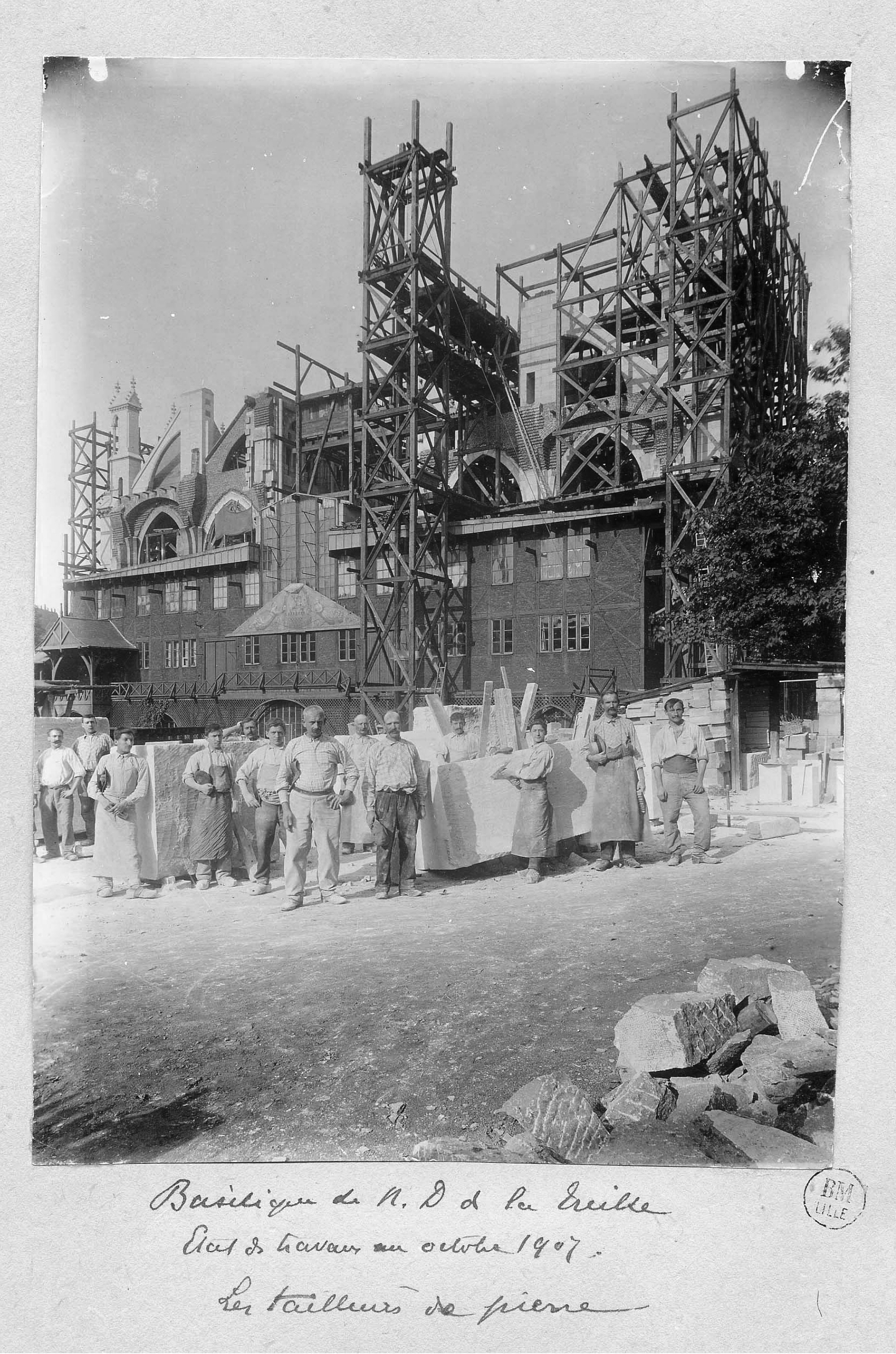
Le chantier en 1907.

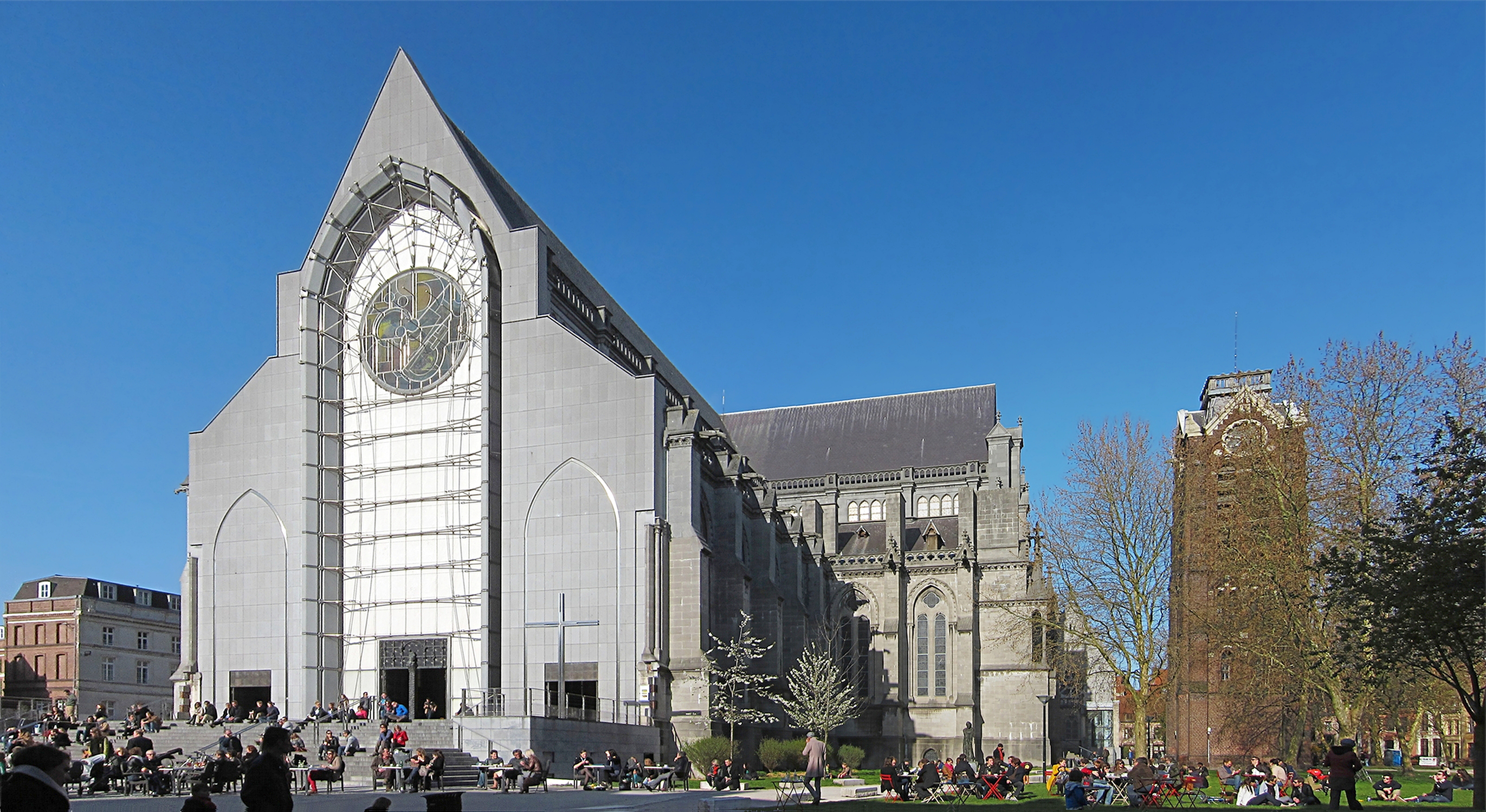
Vue générale de la cathédrale en 2012.

Les travaux sont engagés le 9 juin 1856 avec la pose de la seconde « première pierre ». Commencés par la construction du chœur, ils s'avèrent rapidement plus difficiles que prévu. L'humidité du sol oblige à creuser profondément et à envisager la construction d'une immense crypte, travaux non prévus initialement, ce qui grève le budget de la commission. Les fondations du chœur sont achevées en février 1857 et le 4 juin 1859, René-François Régnier, archevêque de Cambrai, inaugure les chapelles de la crypte . Mais le manque de ressources financières ralentit le rythme des travaux. Le rendement des souscriptions se réduit régulièrement et la commission ne parvient pas à obtenir de subventions publiques. 
Une loterie, initialement prévue pour un montant de 1,5 million de francs, finalement ramené à 450 000 francs, ne rapporte que 170 000 francs en 1861. À partir de 1863, des « pierres commémoratives » destinées à être posées dans la crypte sont proposées à différents tarifs. Si elles rencontrent un vif succès auprès des grandes familles lilloises, souvent au tarif le plus élevé de 10 000 francs, les recettes engendrées ne suffisent pas à éviter les années déficitaires et le recours à l'emprunt. En 1868, les murs du chœur sont néanmoins assez élevés pour recevoir une toiture provisoire et, en juillet 1869, il est inauguré en présence de Flavio Chigi, nonce apostolique à Paris.
Aux difficultés financières s'ajoutent les relations de plus en plus difficiles que la commission entretient avec son architecte à partir de 1864 et, en 1870, le chantier est pratiquement arrêté. Un campanile de brique de 35 mètres de haut est bien construit à la hâte, entre mai et juin 1874, pour accueillir les cloches données à l'église à l'occasion du couronnement de la statue de Notre-Dame de la Treille, déposée dans le chœur le 21 septembre 1872, mais c'est la seule avancée du chantier depuis l'inauguration. En 1875, la commission, devenue société anonyme de l'Œuvre de Notre-Dame-de-la-Treille et Saint-Pierre, décide de se séparer de Charles Leroy. 
Elle envisage de confier la poursuite des travaux à Jean-Baptiste Bethune, mais Leroy refuse de remettre ses plans à la société. Il intente un procès en réparation qui ne se dénoue qu'en 1880, peu après sa mort, et se conclut par la cession des plans par ses fils. Pour autant, la priorité de la bourgeoisie lilloise reste l'installation de l'université catholique engagée en 1873 et la construction de la cathédrale est mise en veille, seuls les sculpteurs restant sur le chantier.
En 1889, une nouvelle époque s'ouvre avec l'arrivée d'Henri Bernard et de Camille Féron-Vrau, beau-frère de Philibert Vrau, à la tête de la société anonyme. Le 12 décembre 1889, l'architecte Paul Vilain est retenu pour poursuivre les travaux qui ne reprennent effectivement qu'en 1893. La chapelle axiale est alors érigée de 1893 à 1897. Le 27 juillet 1897, Henri Monnier, évêque auxiliaire de Cambrai, consacre l'autel et le 21 septembre, la statue de Notre-Dame de la Treille y est solennellement déposée. Les travaux avancent ensuite rapidement, financés par des dons mais surtout par des avances bancaires et par les apports personnels de Camille Féron-Vrau qui atteignent 100 000 francs par an en moyenne entre 1894 et 1904. La construction des chapelles rayonnantes est particulièrement rapide. 
Les autels des chapelles sud sont consacrés par Henri Monnier en mai 1901 et ceux des chapelles nord en juillet 1904. De 1904 à 1908, ce sont les travées droites du chœur et les chapelles latérales qui sont érigées. Mais en 1908, à la mort de Camille Féron-Vrau, la situation budgétaire est de nouveau préoccupante. En dépit de la recherche d'économies, le parti initial d'utilisation de la pierre bleue est finalement conservé pour la construction de la sacristie, mais les travaux sont étalés et elle n'est inaugurée qu'en juin 1913.
De nouveau interrompu par la Première Guerre mondiale, le chantier ne se poursuit ensuite que lentement. La construction du transept est décidée en novembre 1919. Elle commence en 1922 par la réalisation des fondations qui ne sont achevées qu'en août 1923. Le transept nord est érigé entre 1925 et 1928 et le transept sud entre 1929 et 1934. La direction des travaux est alors confiée à Michel Vilain, fils de Paul Vilain décédé en 1933. Le portail du bras nord est inauguré en 1934, mais celui du bras sud, resté inachevé, ne l'est qu'en octobre 1938.
En 1935, l'association diocésaine présidée par Achille Liénart rachète une partie de la cathédrale à la société anonyme, lourdement endettée, qui en est propriétaire, et décide d'entreprendre la construction de la nef. Elle ouvre une souscription diocésaine qui recueille 1,8 million de francs en 1937. Michel Vilain réalise les études avec pour consigne de réduire au maximum le coût de construction. Il est alors décidé d'utiliser le béton armé pour les murs et les voûtes et de simplifier la partie de la crypte sur laquelle la nef doit être érigée. 
Les fondations sont entreprises en 1936 et la crypte est achevée en juin 1937. Les difficultés financières ralentissent ensuite l'avancée des travaux qui sont bien vite interrompus par la mobilisation. Ils reprennent toutefois en avril 1941 afin de sécuriser la nef exposée aux intempéries. Il s'agit de l'achever à hauteur du triforium et de la couvrir. Mais les difficultés d'approvisionnement entravent la marche du chantier et la nef ne reçoit son plafond et sa toiture provisoire qu'en 1947. Le 1er juin de la même année, elle est inaugurée en présence de Angelo Roncalli, futur pape Jean XXIII.
À compter de cette date, une façade provisoire de brique est posée, mettant un terme aux travaux. Finalement, la conception initiale de la cathédrale ne sera jamais entièrement exécutée. En 1954, la décision est prise de réduire la hauteur des voûtes et de sacrifier les fenêtres hautes pour les remplacer par une claire-voie de 3,5 mètres de hauteur. En dépit de cette révision drastique du projet initial, le diocèse ne dispose que du tiers des sommes nécessaires à la réalisation des travaux. Une souscription est lancée en 1955, mais la poursuite du chantier est émaillée d'interruptions faute de moyens et les parties hautes ne sont achevées qu'en 1975.
De même, la façade ouest devait comporter une rosace et deux grandes tours dont la construction est officiellement abandonnée en 1991. Dès les années 1960, le style de l'édifice n'est plus au goût du jour, au point que le Guide Bleu de 1966 le qualifie de « monumental pastiche gothique, sans intérêt architectural, resté inachevé ». Tout au long des années 1970, des questions se posent quant au devenir de la cathédrale aveugle, « verrue au sein d'un quartier à réhabiliter », « moignon de pierres et de briques » cerné d'un vaste parking, que certains proposent de raser. 
Après plus d'un siècle d'efforts pour la construire, cette option est d'autant moins acceptable par le diocèse que le coût de sa démolition serait probablement plus important que celui de sa finition. Au début des années 1980, alors que la ville entreprend de rénover le Vieux-Lille, plusieurs architectes, comme Jean Pattou, Guy Jourdain ou Maurice Salembier, imaginent des solutions de remplacement du mur façade. En 1986, Pierre-Louis Carlier, qui participe aux opérations de réhabilitation de l'îlot de la Treille, propose la construction d'un immeuble de bureaux de dix étages formant façade de la cathédrale. Le projet, accueilli favorablement par le diocèse pour des raisons d'économie, soulève une vague de protestations qui l'amène à y renoncer. En 1990, le même architecte est officiellement chargé par Jean Vilnet, évêque de Lille, de concevoir un nouveau projet de façade. 
Pierre-Louis Carlier s'associe avec l'artiste Ladislas Kijno qui a dessiné la grande rosace et l'ingénieur Peter Rice, concepteur de la structure porteuse, pour formuler une proposition qui est retenue par l'association diocésaine de Lille en 1991. D'un coût total de 40 millions de francs, son financement est assuré pour moitié par les fonds collectés auprès de particuliers et d'entreprises par l'Association pour la rénovation du site de la Treille créée en 1994 par Dominique Roquette, patron du groupe Roquette, pour promouvoir l'achèvement de la façade, le reste est financé par l'évêché. La même année, un concours est ouvert pour la réalisation du portail. Remporté par Georges Jeanclos, le portail est réalisé en 1996 et 1997. Le chantier s'achève deux ans après et la façade est inaugurée le 19 décembre 1999 par Gérard Defois qui a succédé à Jean Vilnet l'année précédente.
Dix ans plus tard, le 2 mars 2009, la cathédrale fait l'objet d'une inscription au titre des monuments historiques.

## Statut et fonctionnement
Contrairement à la plupart des cathédrales françaises, la cathédrale de Lille n'est pas la propriété de l'État ou d'une collectivité locale. Simple chapelle votive lors de son édification, elle est à l'origine la propriété d'une commission privée devenue société anonyme en 1875. Elle reçoit le titre de basilique en 1904, mais reste sans titre paroissial et échappe ainsi à la nationalisation qui fait suite à la loi de séparation des Églises et de l'État de 1905. Devenue cathédrale en 1913, elle est ensuite progressivement cédée, en 1935 puis en 1974, à une association diocésaine, l'Association diocésaine de Lille, qui en est encore actuellement propriétaire.

### La quête d'un statut
Dès les débuts, la commission cherche à doter l'édifice en construction d'un statut qui lui permettrait d'obtenir des subventions de la ville, du département et de l'État et d'avoir le droit de recevoir des dons et des legs. Plusieurs mémoires sont adressés à l'archevêque de Cambrai entre 1859 et 1864 pour obtenir un statut légal à caractère paroissial, succursale, chapelle annexe ou chapelle de secours. Aucun n'aboutit et la commission n'obtient que la désignation d'un chapelain en 1866, rémunéré par ses soins, l'abbé Legrand Josson, bientôt remplacé, en 1869, par l'abbé François Quentin. À la fin de la même année, l'archevêque de Cambrai décide de constituer un conseil de fabrique comprenant le curé de l'église Saint-Étienne de Lille, le chapelain et trois membres de la commission, au sein duquel l'abbé Quentin est remplacé par l'abbé Henri Delassus en septembre 1874. 
Mais ce conseil de fabrique ne peut que gérer les recettes provenant de la location des chaises, troncs, quêtes et autres dons. Il n'a d'ailleurs qu'un statut officieux, l'archevêque précisant au président de la commission qu'il est « dans la situation d'un châtelain relativement à la chapelle de son château, tout lui appartient… ». En mars 1875, la commission se transforme en société anonyme habilitée à recevoir des legs. En 1882, il est question d'un rattachement au conseil de fabrique de Saint-Étienne, mais Charles Kolb-Bernard s'y oppose fermement et, en 1891, Camille Féron-Vrau obtient la nomination de deux chapelains supplémentaires, les abbés Henri Vandame et Louis Bernot. 
Le premier titre officiel n'est obtenu que le 7 octobre 1904, avec l'érection de Notre-Dame-de-la-Treille en basilique mineure par le pape Pie X. Elle est ainsi dotée du statut d'église de pèlerinage mais ne dispose toujours d'aucun statut paroissial. Ce défaut lui permet d'échapper aux dispositions de la loi de séparation des Églises et de l'État de 1905 avant que, le 25 octobre 1913, elle ne devienne cathédrale du nouveau diocèse de Lille.

### La création du diocèse de Lille
Au cours des décennies qui suivent le lancement du chantier de la cathédrale, Lille s'impose comme l'un des principaux foyers du catholicisme français. Un très actif comité catholique y est créé en 1871 et une université catholique, réunissant cinq facultés, y voit le jour entre 1874 et 1877. Le projet de création d'un évêché à Lille reste toutefois au point mort en dépit d'une nouvelle campagne de presse lancée par l'abbé Jules-Auguste Lemire en 1892 qui conduit à la formulation, la même année, d'un vœu de création d'un diocèse de Lille par l'assemblée générale des catholiques du Nord-Pas-de-Calais. En 1905, la loi de séparation des Églises et de l'État ouvre de nouvelles perspectives, l'État n'ayant plus son mot à dire sur les circonscriptions ecclésiastiques. En 1909, le chanoine Vandame publie un rapport intitulé Nouvelles considérations sur la création d'un évêché à Lille qui insiste sur la difficulté d'administrer un diocèse très étendu désormais peuplé de près de 1,9 million d'habitants. 
La même année, ces arguments sont repris par Édouard Hautcœur dans un rapport intitulé Mémoire sur l'érection nécessaire de nouveaux diocèses dans le Nord de la France. Il déclenche une réaction de François Delamaire qui publie un Rapport de l'archevêque coadjuteur de Cambrai sur le sectionnement éventuel du diocèse où il réfute les arguments des tenants d'une scission qu'il va jusqu'à accuser de « chauvinisme lillois » et de « mégalomanie lilloise ». Mais les activistes lillois disposent de solides appuis à Rome où ils se posent en rempart contre la montée du modernisme incarné par l'abbé Jules-Auguste Lemire, député du Nord depuis 1893, vigoureusement combattu par les autorités romaines. 
En 1912, après de nombreux rapports et avis, Rome prend la décision de créer un vicariat général pour les arrondissements de Lille, Dunkerque et Hazebrouck sous l'autorité d'un évêque auxiliaire de Cambrai résidant à Lille, le chanoine Alexis-Armand Charost. Quelques mois plus tard, en juillet 1913, la mort subite de François Delamaire, devenu archevêque de Cambrai en février de la même année, précipite la décision de création d'un diocèse de Lille au périmètre du vicariat. Il est érigé le 25 octobre 1913 par la bulle Consistoriali decreto, qui fait de la basilique Notre-Dame-de-la-Treille sa cathédrale et d'Alexis-Armand Charost son premier évêque.
En 2002, les provinces ecclésiastiques de France sont remaniées de manière à coïncider plus étroitement avec les régions. Mais la province de Cambrai demeure inchangée et ce n'est que cinq ans plus tard, le 30 mars 2008, que la constitution apostolique érige l'évêché de Lille en archevêché métropolitain ayant autorité sur les diocèses d'Arras, Cambrai et Lille dont le septième évêque, Laurent Ulrich, devient le premier archevêque, et Notre-Dame-de-la-Treille la cathédrale métropolitaine.

### Le clergé de la cathédrale
Jusqu'à la création du diocèse, le service de Notre-Dame-de-la-Treille n'est assuré que par des chapelains, dont le nombre atteint cinq en 1912. L'érection de l'évêché est l'occasion de faire revivre un chapitre, à l'image du puissant chapitre de la collégiale Saint-Pierre fondé au XIe siècle par le comte Baudouin V de Flandre et disparu en 1790. Institué par le pape Pie X, le chapitre cathédral de Notre-Dame-de-la-Treille est installé par Alexis-Armand Charost, premier évêque de Lille, en avril 1914. Sénat du diocèse au service de l'évêque, « chargé d'adresser au ciel la prière liturgique, la prière publique au nom de tout le diocèse », il veut en faire « le gardien fidèle de la tradition et de l'intégrité de la doctrine ». 
Selon les statuts de 1924, il comprend un dignitaire nommé par le pape, le doyen, chef du chapitre après l'évêque, et quinze chanoines titulaires, nommés par l'évêque. D'autres fonctions, chanoine d'honneur, au titre des personnalités extérieures, et chanoine honoraire, distinction sans « voix au chapitre », sont également prévues. Le premier doyen est Henri Delassus suivi, après Henri Frémaux, de Henri Vandame, tous deux très actifs dans la définition de l'iconographie de Notre-Dame-de-la-Treille. En 2002, après l'achèvement de la cathédrale, le chapitre qui s'est étiolé au cours des années 1990 est reconstitué par Gérard Defois et de nouveaux statuts sont promulgués. Il a désormais pour mission principale d'assurer un office quotidien dans la cathédrale.
Basilique de pèlerinage et cathédrale de l'évêque, Notre-Dame-de-la-Treille reste une église sans paroissien. La question de l'annexion d'une paroisse à la cathédrale se trouve posée à plusieurs reprises. Mais faire de la cathédrale le siège d'une paroisse territoriale soulève de nombreuses objections, qu'il s'agisse de la difficulté à concilier les offices épiscopaux et les pèlerinages avec un service paroissial normal, de l'inhospitalité de la cathédrale inachevée, en particulier en hiver, ou du risque d'une baisse des offrandes en vue de son achèvement dès lors qu'il serait considéré comme l'affaire des seuls paroissiens. C'est donc à un recteur, relevant des fonctions du chapitre et nommé par l'évêque, qu'est confiée la charge de l'animation de la vie interne de la cathédrale et de l'organisation de l'exercice du culte. 
Bien qu'en l'absence de paroisse « la charge de curé ne peut exister que d'une façon très improprement dite », il est doté du titre de « curé ». Mais il ne dispose ni d'une communauté de fidèles sur laquelle s'appuyer, ni des ressources ordinaires d'une paroisse, comme le casuel (baptêmes, mariages, enterrements…), pour financer le budget de fonctionnement de la cathédrale.

### Les évêques du diocèse

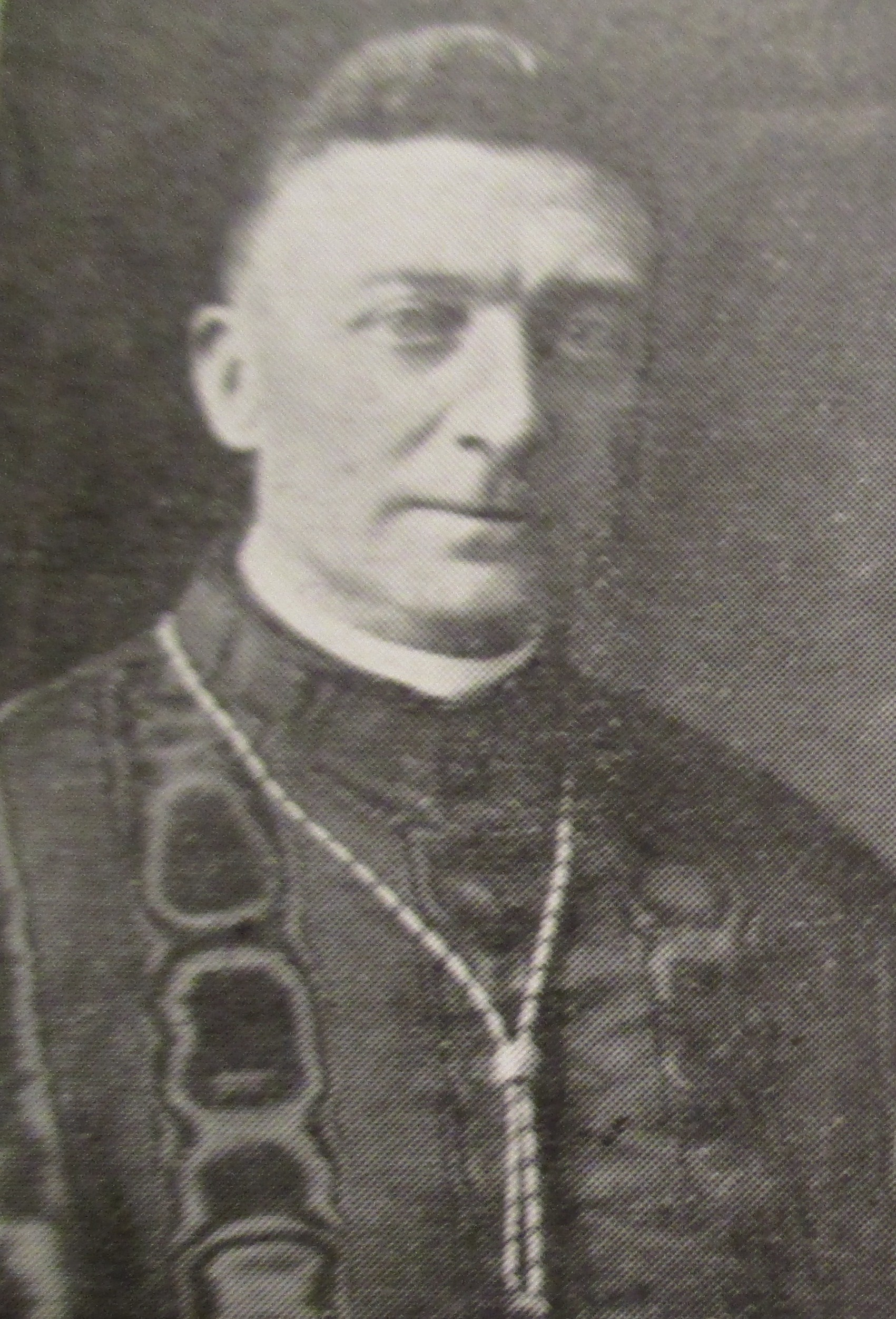
Achille Liénart en 1939.

Au cours des années qui séparent l'érection du diocèse de l'inauguration de la cathédrale achevée, six évêques se succèdent. Les deux premiers, Alexis-Armand Charost jusqu'en 1920 et Hector Quilliet jusqu'en 1928, sont parfaitement en phase avec le projet iconographique savant, reflétant une pensée chrétienne ancrée dans un passé mythifié, qui prend place dans la cathédrale.
Intransigeants, proches de l'Action française, ils sont farouchement opposés à toutes les formes du modernisme et, s'il a été autorisé par Alexis-Armand Charost, ce n'est qu'avec réticence qu'Hector Quilliet laisse le syndicalisme chrétien, en butte aux attaques virulentes du consortium de l'industrie textile fondé par Eugène Mathon en 1919, se constituer. De l'épiscopat d'Alexis-Armand Charost, marqué par la Première Guerre mondiale, reste par ailleurs son patriotisme et son courage face à l'ennemi, qui lui permet notamment de sauver les cloches de Notre-Dame-de-la-Treille de la réquisition. 
Ce n'est que sous l'épiscopat d'Hector Quilliet, au lendemain de la guerre, que les travaux de la cathédrale reprennent pour engager la construction du transept. Le troisième évêque de Lille, Achille Liénart, dont le long épiscopat s'étend de 1928 à 1968, porte une évolution plus qu'une révolution, celle engagée près de quarante ans plus tôt par Léon XIII et l'encyclique Rerum novarum de 1891, poursuivie par Pie XI. Issu d'une famille de la bourgeoisie lilloise, Achille Liénart soutient financièrement et moralement les grévistes d'Halluin en 1928–1929, puis, dès 1930–1932, l'Action catholique spécialisée. 
Promu cardinal, il devient une figure du catholicisme social des années 1930 mais, en 1934 encore, lors des célébrations de la consécration de Lille à Notre-Dame de la Treille, l'évêque « syndicaliste » fait pavoiser la cathédrale des étendards des anciennes corporations de la ville. Pendant la Seconde Guerre mondiale, comme toute la hiérarchie catholique, il reste un indéfectible soutien du régime de Vichy, tout en refusant de cautionner le service du travail obligatoire. Après guerre, il défend le mouvement des prêtres ouvriers à Rome, avant de les inviter à se plier à ses décisions, puis, dans les années 1960, promeut l'œcuménisme. Parmi ses nombreuses activités, la construction de la cathédrale de Notre-Dame de la Treille, à qui il consacre son épiscopat en 1928, reste une priorité. 
C'est lui qui décide le rachat de la cathédrale par l'association diocésaine de Lille à la société anonyme de l'Œuvre de Notre-Dame-de-la-Treille en vue de son achèvement, et c'est sous son autorité que le diocèse renonce à la réalisation complète du projet initial formé par Charles Leroy et ses successeurs pour le rendre possible. Il va jusqu'à approuver une esquisse de façade proposée par Michel Vilain en 1961, dont la réalisation, ajournée, ne voit pas le jour. Le quatrième évêque de Lille, Adrien Gand, qui lui succède jusqu'en 1983, doit faire face à la crise religieuse de l'après 1968, tâche à laquelle il est mal préparé. Ancien aumônier d'Action catholique des milieux indépendants et d'Action catholique ouvrière, il s'engage notamment, dans les années 1980, aux côtés des mouvements de défense des immigrés. 
En 1973, il entreprend les travaux d'entretien et d'achèvement des parties hautes en réponse aux propositions de démolition de la cathédrale et, en 1983, il est le premier à demander sa protection au titre des monuments historiques. C'est au cinquième évêque de Lille, Jean Vilnet, qu'il revient de restructurer les paroisses en les regroupant et en réduisant le nombre des offices. Partisan de l'Action catholique spécialisée par milieu de vie, il condamne la nouvelle évangélisation et promeut l'œcuménisme. Dès le début de son épiscopat, l'achèvement de la cathédrale est une de ses priorités. C'est lui qui décide, en 1990, de la doter d'une façade, et qui porte le projet jusqu'à son aboutissement. C'est toutefois son successeur, Gérard Defois, nommé en 1998, qui inaugure la cathédrale achevée en 1999 et qui relance, en 2002, la procédure de protection au titre des monuments historiques.

## Architecture
Œuvre composite, Notre-Dame-de-la-Treille est le produit de son histoire. Une histoire brève mais paradoxale où l'engouement de la bourgeoisie chrétienne du XIXe siècle pour l'architecture d'un Moyen Âge mythifié se mêle à la volonté de quelques grandes familles lilloises de ressusciter un culte oublié. Où l'inscription dans la pierre d'une revanche sur la Révolution portée par quelques-uns rencontre le projet politique d'une bourgeoisie industrielle à la recherche d'une réponse à la question sociale. 
Où l'ambition archéologique étayée par une iconographie savante s'incarne dans des représentations tributaires des enjeux du moment. Où le rêve de cathédrale idéale, d'œuvre totale jamais réalisée, mène à la dérision et à l'opprobre jusqu'à mettre en péril son existence. Mais aussi, où l'imitation du passé se trouve placée entre les mains d'artisans et d'artistes qui mobilisent tous les matériaux et toutes les techniques à leur disposition en quête de la parfaite expression d'un art chrétien. Et où, finalement, se trouvent liés « l'art « saint-sulpicien » du XIXe siècle et l'art sacré du XXe siècle, le second étant le parricide du premier. »

### Extérieurs
La cathédrale est assise sur une crypte semi-enterrée couvrant toute l'étendue de l'édifice qui forme un haut soubassement en grès. Construite progressivement d'est en ouest, chaque partie étant achevée avant que ne commence la suivante, l'évolution de la construction suit l'évolution des techniques sur près de 150 ans. Dans les années 1920 les techniques traditionnelles utilisées au début des travaux sont progressivement abandonnées pour faire place à des techniques plus modernes, avec en particulier l'utilisation de l'acier et du béton. 
Les élévations du chœur et des chapelles sont ainsi en pierre bleue de Soignies et leurs sculptures, comme celles des portails du transept, en pierre de Tercé ou en pierre de Brauvilliers. Le transept et la nef sont en revanche construits en béton avec un parement extérieur en pierre bleue. Les parties hautes sont ensuite élevées en ciment, en lieu et place de la voûte de pierre sur croisée d'ogives que prévoyait le projet initial, tandis que la façade utilise des techniques de la fin du XXe siècle. Les couvertures sont en ardoise d'Angers.

#### La façade principale

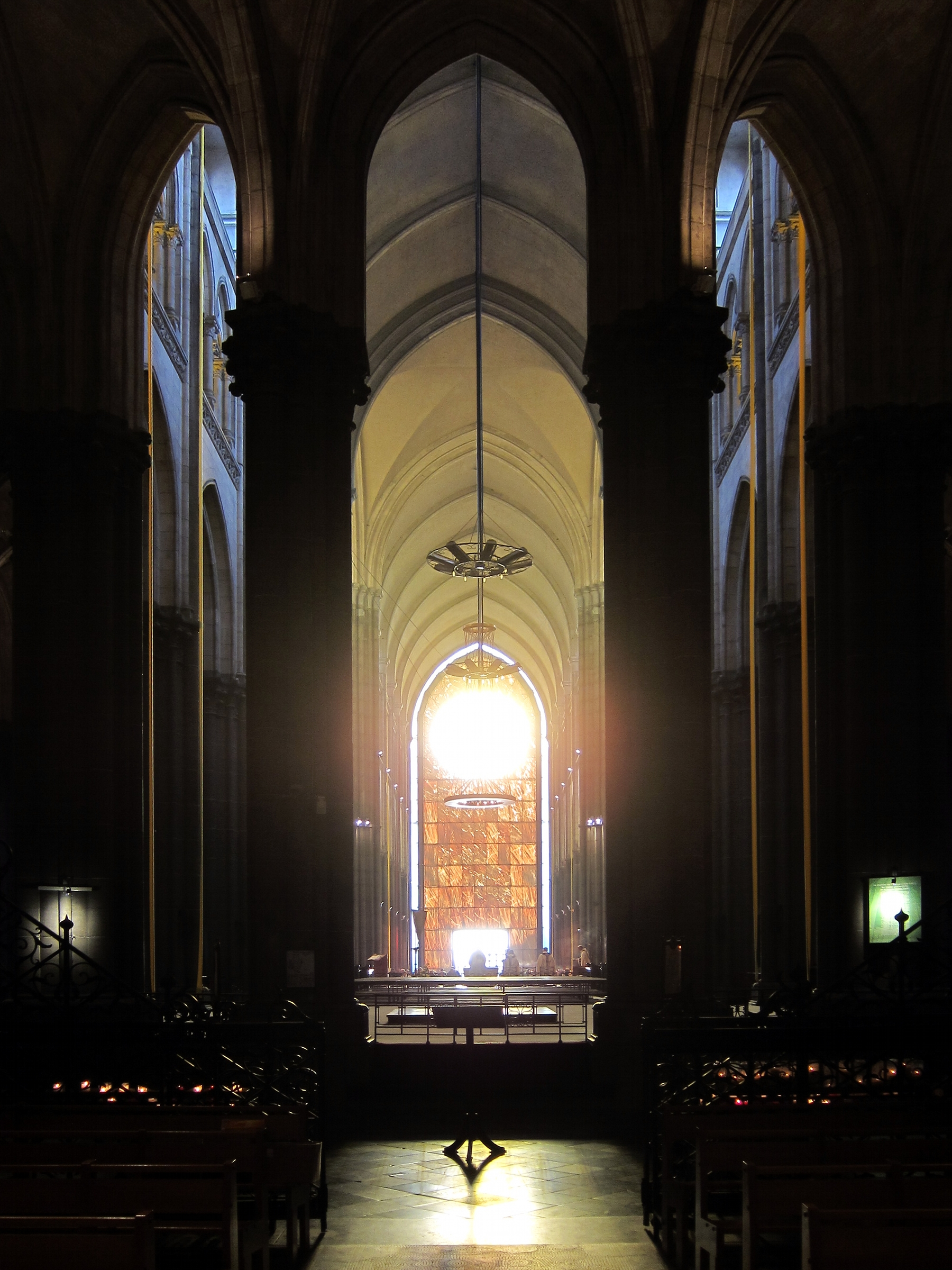
Voile de marbre translucide à l'image du voile de Véronique.

Longtemps, la façade de la cathédrale n'a été qu'un mur de bois et de brique. La façade actuelle, conçue par l'architecte Pierre-Louis Carlier, a été inaugurée en 1999. Réalisée sous la direction de l'architecte Raymond Pâques et optimisée par les ingénieurs de l'entreprise Eiffel, la façade est une peau de pierre de Soignies agrafée sur une structure métallique. 
Sa partie centrale présente une ogive de 30 mètres de haut totalement indépendante du reste de l'édifice. Formée par une juxtaposition de blocs de béton dont l'orientation varie en plan et en élévation pour dessiner un volume en forme de coque, elle est tapissée de 110 plaques de marbre portugais, blanc à l'extérieur, orangé à l'intérieur, de 28 mm d'épaisseur, soutenues par une structure métallique conçue par Peter Rice. Les panneaux de marbre translucides ont été sélectionnés et ordonnés pour que, vus de l'intérieur, leurs veines rouges s'élèvent dans la même direction et composent à contre-jour, selon l'image de Jean Vilnet, « un voile de Véronique » ou un buisson ardent dont la flamboyance est plus prononcée au pied.
De part et d'autre de l'ogive centrale, des plats métalliques insérés dans la pierre forment deux ogives qui répondent à l'arc central.
L'arc central contient un vitrail circulaire de 6,5 m de diamètre, dessiné par Ladislas Kijno, constitué de 20 plaques de verre trempé, insérées dans une armature inox. Les thèmes de la Passion et de la Résurrection y sont évoqués notamment à travers le visage du Christ enseveli dans le tombeau d'où surgit la lumière de la croix, mais on peut aussi y apercevoir une colombe inscrite dans le triangle trinitaire, un cosmonaute et des ovnis à côté de l'arbre de Jessé, le vin de la treille qui coule sur le visage de l'homme nouveau… Sur la face extérieure de la rosace, des figures thermoformées dessinent en relief la statue de Notre-Dame de la Treille, un calice et du raisin, la clé de saint Pierre, l'agneau pascal, un poisson avec le chrisme grec ΙΧΘΥΣ (ICHTYS), la formule E=mc², l'hôtel de ville de Lille… L'œuvre est signée de l'empreinte de trois mains, dont celle de l'artiste, dans la terre sous le tombeau, en référence aux peintures des grottes préhistoriques.
Le portail principal de 5 m de haut a été réalisé en verre et en bronze par Georges Jeanclos. Son décor reprend le thème d'une treille de ceps sur laquelle s'accrochent trente groupes de dormeurs tandis que le pilier central porte une Vierge qui ouvre les mains en signe d'accueil. La façade comprend également deux portails latéraux réalisés par Maya Salvado Ferrer sur la base des esquisses de Jeanclos décédé trop tôt pour achever le projet.

#### Le transept
Le transept, particulièrement massif, est épaulé par de très robustes contreforts en équerre décorés de tabernacles vides à flèches pyramidales. Chaque bras présente deux baies latérales côté ouest et une seule côté est, tandis qu'en façade, deux baies encadrent un portail surmonté d'un gable. Le sommet porte deux initiales entrelacées, inscrites en relief, SJ au nord, pour saint Joseph, et SE au sud, pour saint Eubert. Les portails, de composition identique, présentent chacun un trumeau central portant une représentation du saint auquel le portail est dédié, des ébrasements portant six statues-colonnes, un tympan à trois registres, trois cordons de voussures composés de quarante-deux personnages et une archivolte décorée de feuillages.

##### Le portail Nord

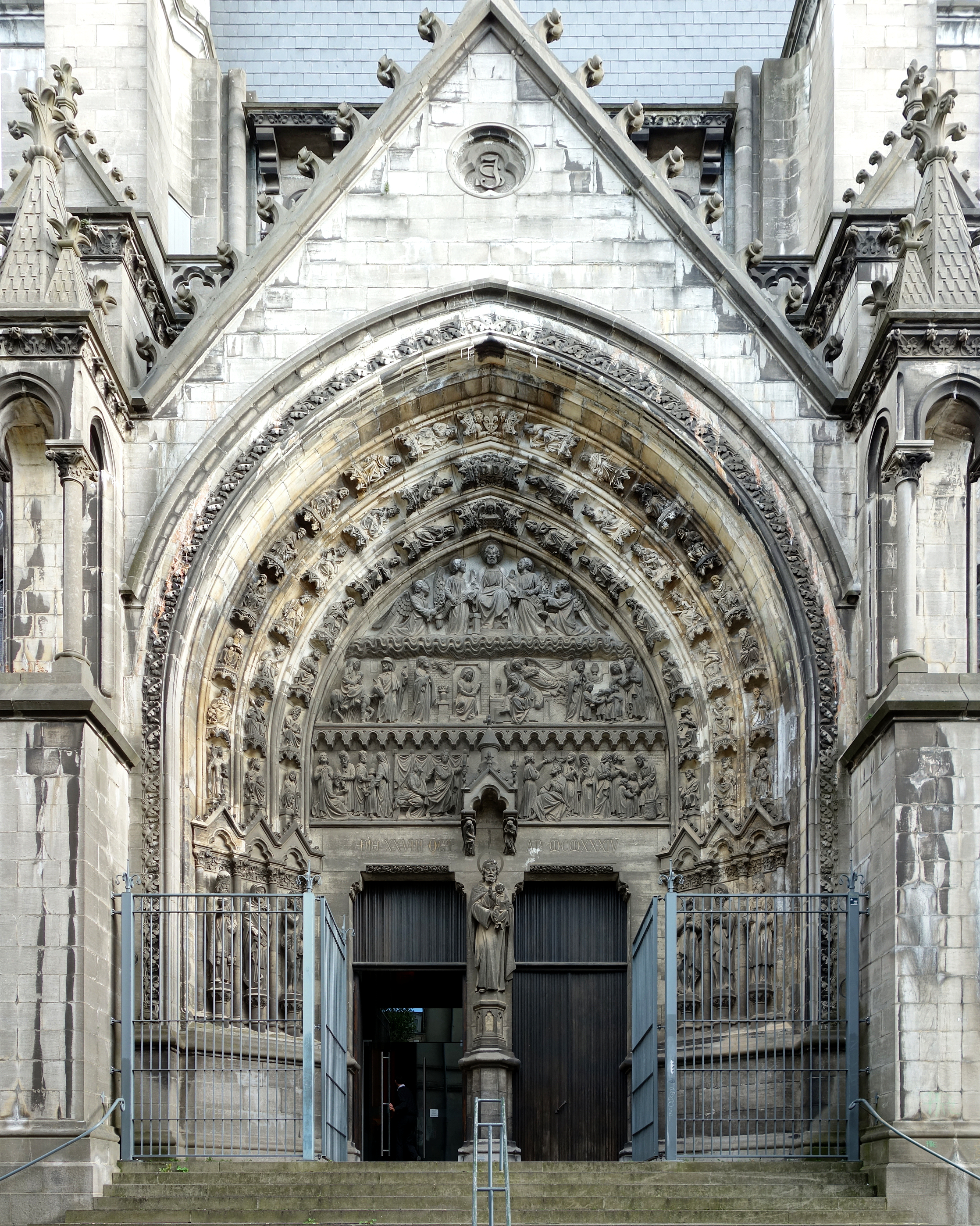
Le portail Nord.

Achevé en 1934, le portail est dédié à saint Joseph, « protecteur particulier de l'Œuvre ». Orienté au nord, c'est le portail de la préfiguration, celui consacré à l'Ancien Testament. Les sculptures ont été réalisées par Léon Carlier, sculpteur attitré de Notre-Dame-de-la-Treille, assisté d'Auguste Gerrein. Les figures du tympan et des voussures sont taillées dans la masse en pierre de Brauvilliers.
La statue de saint Joseph, portant l'enfant Jésus qui donne sa bénédiction en tenant une Bible ouverte, y occupe le pilier central. De chaque côté ont été érigées les statues des patriarches, Melchisédech, Énosh, Adam, Abel, Noé et Aaron.
Le tympan établit une correspondance entre les deux testaments en représentant des scènes de la vie de Joseph dans la Bible dans sa partie inférieure, et, au-dessus, de saint Joseph dans les Évangiles. Dans la partie basse, on reconnait Joseph vendu par les siens et conduit en Égypte, Joseph repoussant les avances de la femme de Potiphar, Joseph expliquant les rêves de pharaon et les réserves de blé constituées par Joseph pour le peuple. Ces scènes font écho à celles du dessus, qui représentent la fuite de la sainte famille en Égypte, la chasteté de Joseph saint gardien de Marie, Joseph recevant en songe le mystère de l'Incarnation et Joseph veillant sur l'enfant Jésus qui distribue des épis de blé. La partie supérieure du tympan célèbre la gloire du saint.
Les voussures portent quarante-deux figures. Les quarante figures centrales représentent les aïeux du Christ depuis le roi David selon la généalogie décrite par saint Matthieu. Les deux figurent extrêmes, symboles de la préfiguration, représentent et opposent l'Église triomphante et la Synagogue déchue les yeux bandés et l'étendard brisé, laissant échapper les tables de la Loi.

##### Le portail Sud

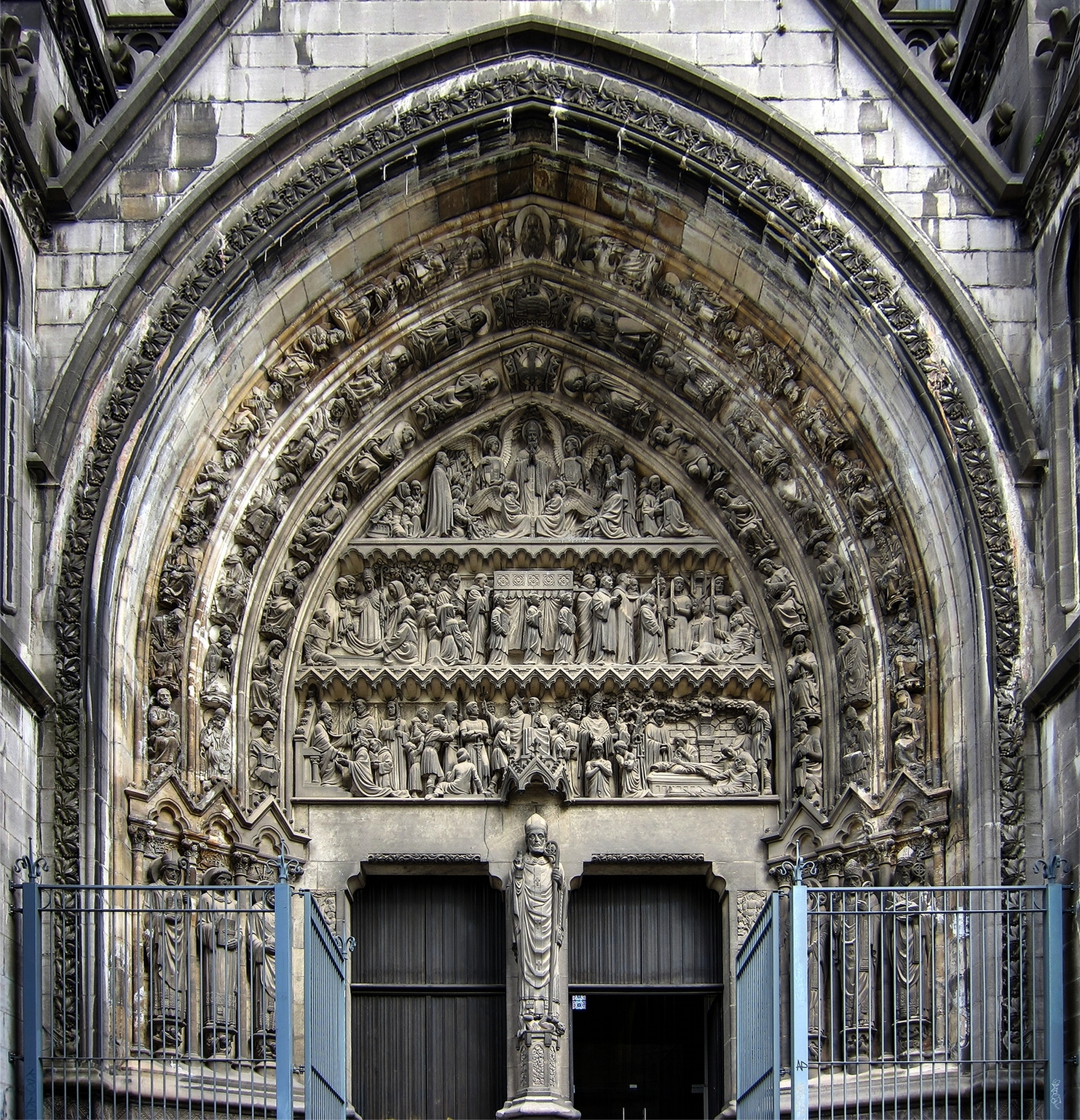
Le portail Sud.

Inauguré en 1938, le portail Sud est dédié à saint Eubert, « apôtre de Lille » et patron secondaire de la ville. Orienté au sud, c'est le portail des progrès de la foi chrétienne dans la région, celui consacré au Nouveau Testament. À la différence du portail nord, les parties sculptées sont l'œuvre de nombreux artistes. Robert Coin a ainsi réalisé les statues-colonnes, avec socles et dais, Maurice Ringot, le tympan, Fernand et Madeleine Weerts, les vingt-huit statues des voussures extérieure et médiane, et Auguste Gerrein, les douze statues de la voussure inférieure, dont quatre sont achevées par Louis Ball après la mort de Gerrein en mai 1937.
La statue du saint, taillée dans un bloc de quatre tonnes, y occupe le pilier central. Sur les côtés, ont été érigées les statues d'autres saints évangélisateurs de la région, Éleuthère de Tournai, saint Quentin, saint Piat, saint Chrysole, Martin de Tours et Éloi de Noyon.
Le tympan représente, dans sa partie inférieure, la vocation d'Eubert, les miracles posthumes qui lui sont attribués et le tombeau du saint sur lequel, selon la légende, un tilleul aurait poussé. La partie médiane représente d'une part la découverte et la reconnaissance de son corps par l'évêque de Tournai en 1230 et d'autre part le prétendu transfert de ses reliques dans la collégiale Saint-Pierre de Lille. La partie supérieure du tympan célèbre son apothéose.
Comme le portail nord, les voussures portent quarante-deux figures, représentant ici des martyrs des dix premières persécutions (54–305), classés chronologiquement, choisis d'après la collection de reliques du trésor de la cathédrale. En haut, sur le cordon extérieur à gauche de la clé, saint Achille est représenté sous les traits d'Achille Liénart, évêque de Lille de 1928 à 1968.

#### Les chapelles du chœur

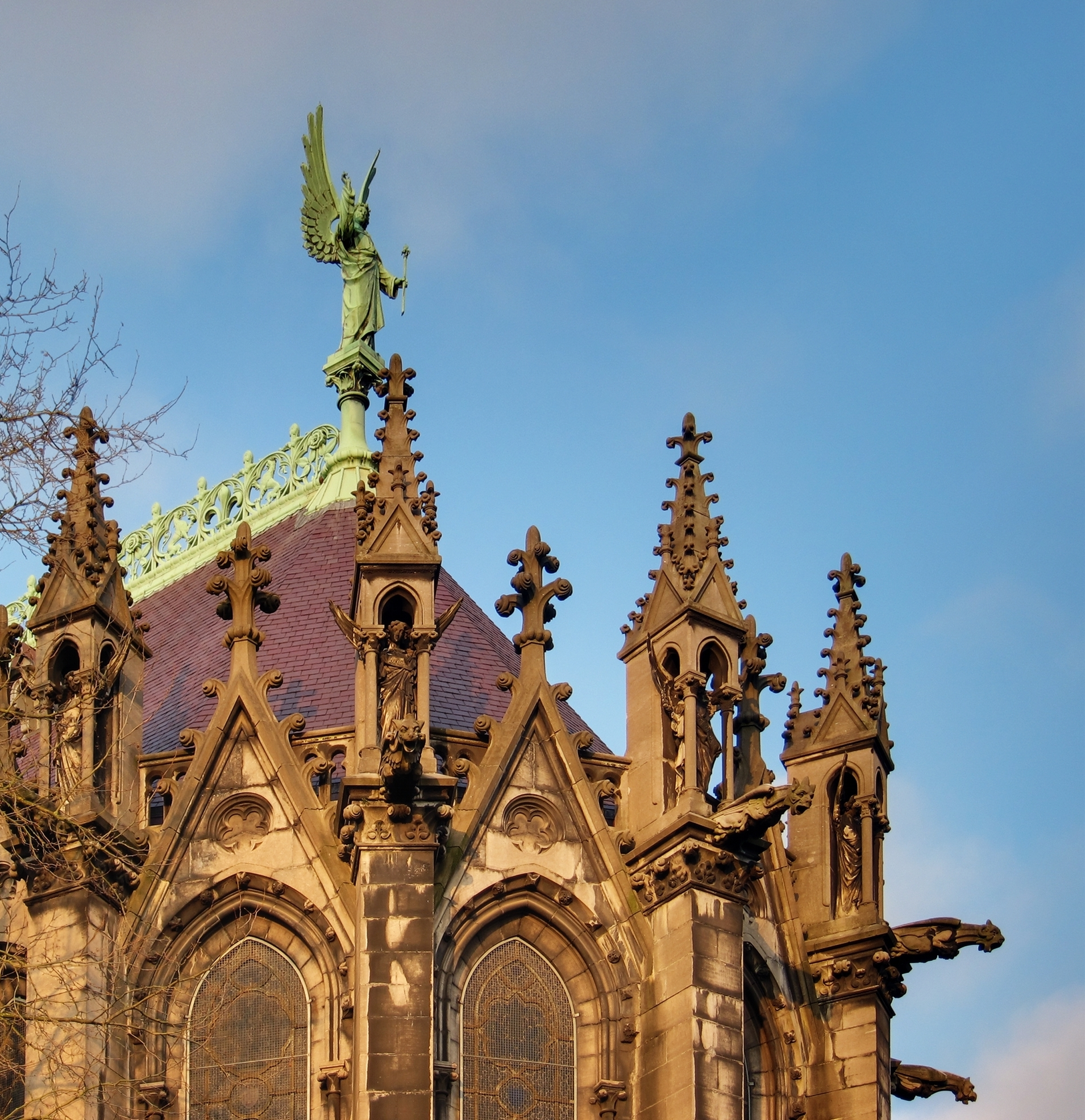
L'archange du chevet de la Sainte Chapelle.

Les chapelles rayonnantes sont chacune dotée d'un toit indépendant à quatre pans coupés très étiré en hauteur. Elles sont séparées par des arcs-boutants à deux niveaux ornés de tabernacles dressés sur des gargouilles de 2,15 m de long au niveau supérieur. Les tabernacles des quatre chapelles de l'abside abritent douze statues en pied réalisées par Édouard Buisine. En rapport avec le vocable des chapelles qu'elles couronnent, il s'agit de saint Canut, Adèle de Flandre et Pierre l'Ermite pour la chapelle de saint Charles-le-Bon, saint Joachim, sainte Ismérie sœur de sainte Anne, Ruth mère d'Obed pour la chapelle de sainte Anne, saint Polycarpe, Électa qui reçoit la deuxième épître de Jean, Gaïus qui reçoit la troisième épître de Jean pour la chapelle de saint Jean, Jacques d'Arc, Isabelle Rommée mère de Jeanne d'Arc, Calixte III pour la chapelle de Jeanne d'Arc. Restés inachevés, les arcs-boutants ne dépassent pas la deuxième volée, au-dessus des chapelles latérales. 
Les fenêtres hautes sont précédées d'un passage ouvert protégé par un garde-corps posé sur une épaisse corniche chanfreinée.
Le faîte de la chapelle axiale est surmonté d'une grande statue de cuivre de l'archange Gabriel, celui qui est venu annoncer à Marie qu'elle serait mère de Dieu, mesurant 3,30 m des pieds à l'extrémité des ailes. Elle a été réalisée en 1897 par la maison Trioullier sur un dessin d'Édouard Buisine. La charpente d'acier de la chapelle est couverte d'un toit d'ardoise couronné d'un faîtage en cuivre repoussé (comme celui de la statue, il a pris une patine vert-de-gris) où alternent le lis des armoiries de Lille, le lion de Flandre et la rose de Marie, également réalisés par la maison Trioullier. 
Tout autour, les douze contreforts portent des pinacles d'où jaillissent des gargouilles et dans lesquels des anges en pierre de Tercé aux ailes déployées, dus à Édouard Buisine, présentent, sur des banderoles, les vertus de la Vierge Marie. Placées près du sommet des tourelles d'escalier, à la limite des chapelles rayonnantes, les statues du bœuf de saint Luc, évangéliste de la Vierge, et de l'aigle de saint Jean, fils adoptif de Marie, ont été taillées en pierre de Soignies par Désiré Mannier, sculpteur officiel de la Treille jusqu'en 1898, sur des dessins de Buisine.

#### La salle capitulaire

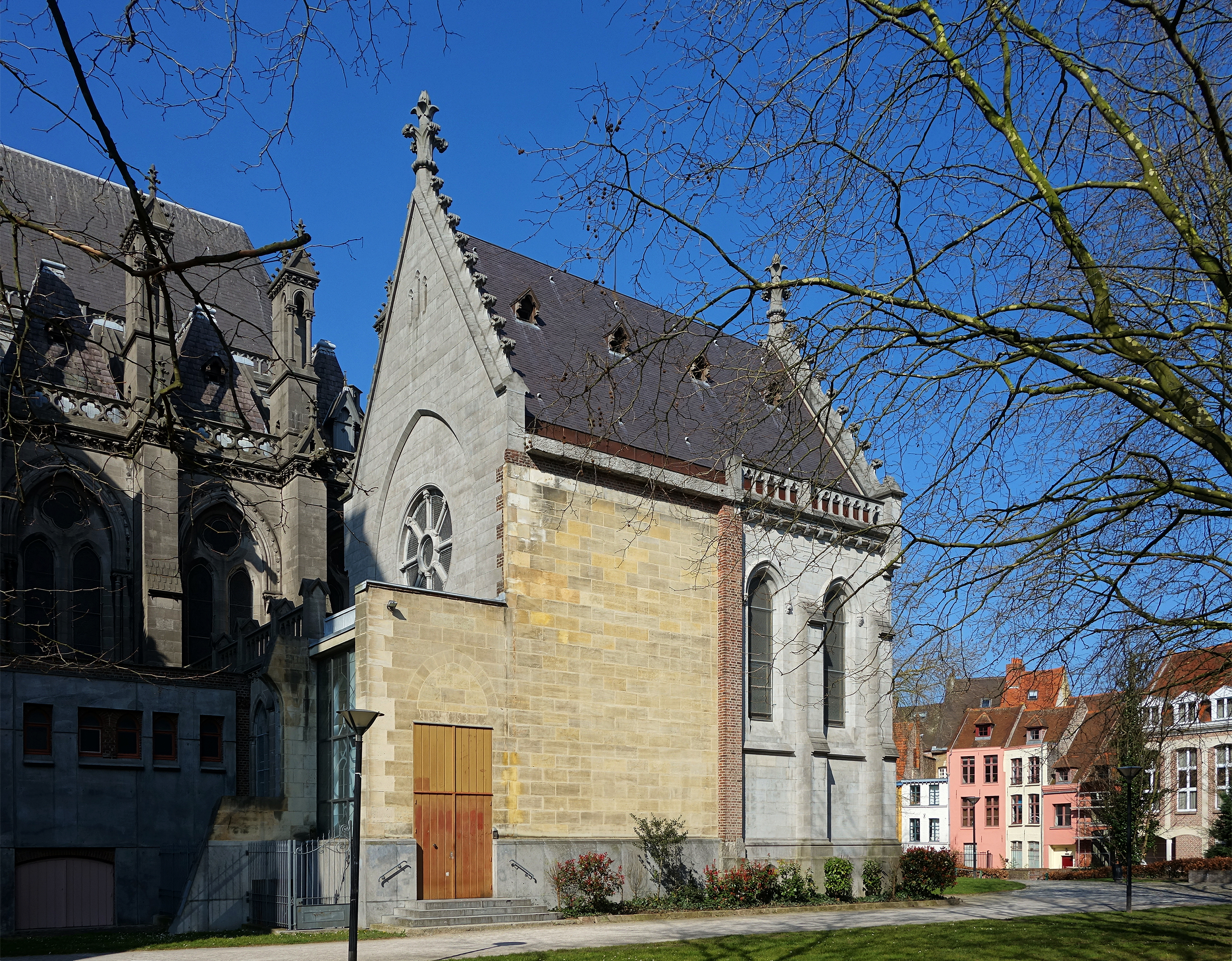
La salle capitulaire.

Placée au sud-est du chœur, la salle capitulaire est reliée à la cathédrale par la seule aile de cloître qui ait été construite. Elle présente deux pignons à crochets et fleurons sommitaux percés, à l'ouest, d'une petite rose, et, à l'est, d'un triplet inscrit dans un arc brisé surmonté d'une rose. L'édifice est inachevé : fermé au sud par un mur en pierre blanche, ce dernier devait être initialement une paroi interne.

#### Le campanile Saint-Nicolas

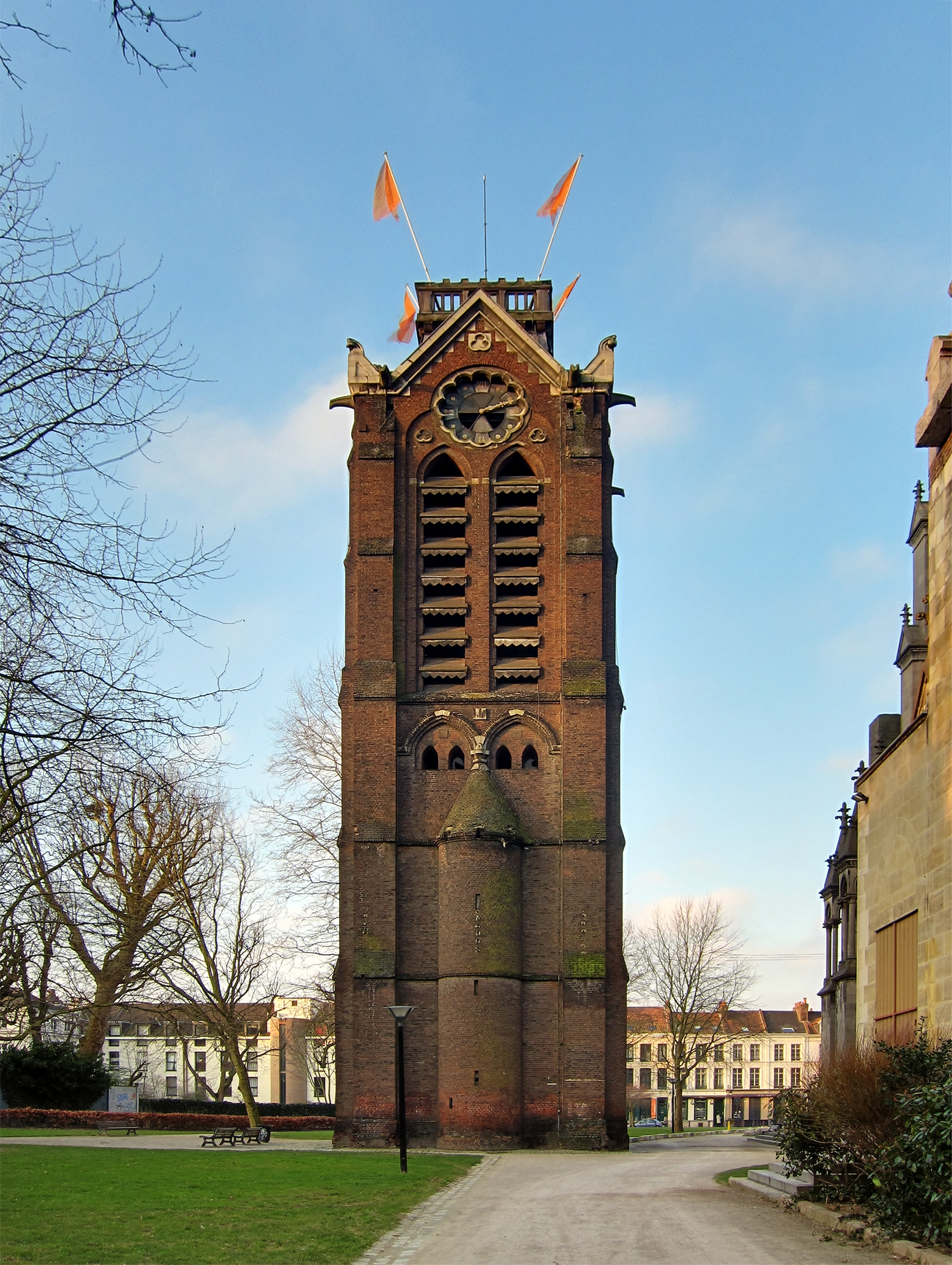
Le campanile.

Érigé face au portail sud afin d'abriter les cloches données à l'église à l'occasion du solennel couronnement de la statue miraculeuse, le 21 juin 1874, le campanile Saint-Nicolas est construit à la hâte, en briques avec quelques pierres sur des fondations d'à peine un mètre de profondeur. Haut de 35 m, il comporte quatre niveaux, aveugles pour les premiers, ajouré d'ouïes et de baies jumelées pour le dernier dont la partie supérieure est occupée par les cadrans d'une horloge. Quatre frontons triangulaires forment pignon pour soutenir une terrasse à garde corps en bois. 
Au premier étage, sont installés le cylindre de ritournelles et le clavier d'un carillon posé en 1924, au deuxième étage se trouvent les trois cloches aiguës de la sonnerie et le carillon de 42 cloches (dont une manque aujourd'hui) et au troisième étage, les trois cloches graves de la sonnerie. Manifestement provisoire, le campanile ne doit sa survie qu'à l'abandon de la construction des tours en façade.
Les cloches du campanile
| Nom                                   | Masse (en kg) | Note  |
| ------------------------------------- | ------------- | ----- |
| Marie Pie de Notre-Dame-de-la-Treille | 3 594         | la 2  |
| Marie de saint Pierre                 | 2 548         | si 2  |
| Marie de saint Joseph                 | 1 780         | do 3  |
| Marie des Pèlerins                    | 0942          | mi 3  |
| Marie de saint Dominique              | 0519          | sol 3 |
| Marie du Repos de Notre-Dame          | 0421          | mi 3  |

### Intérieurs

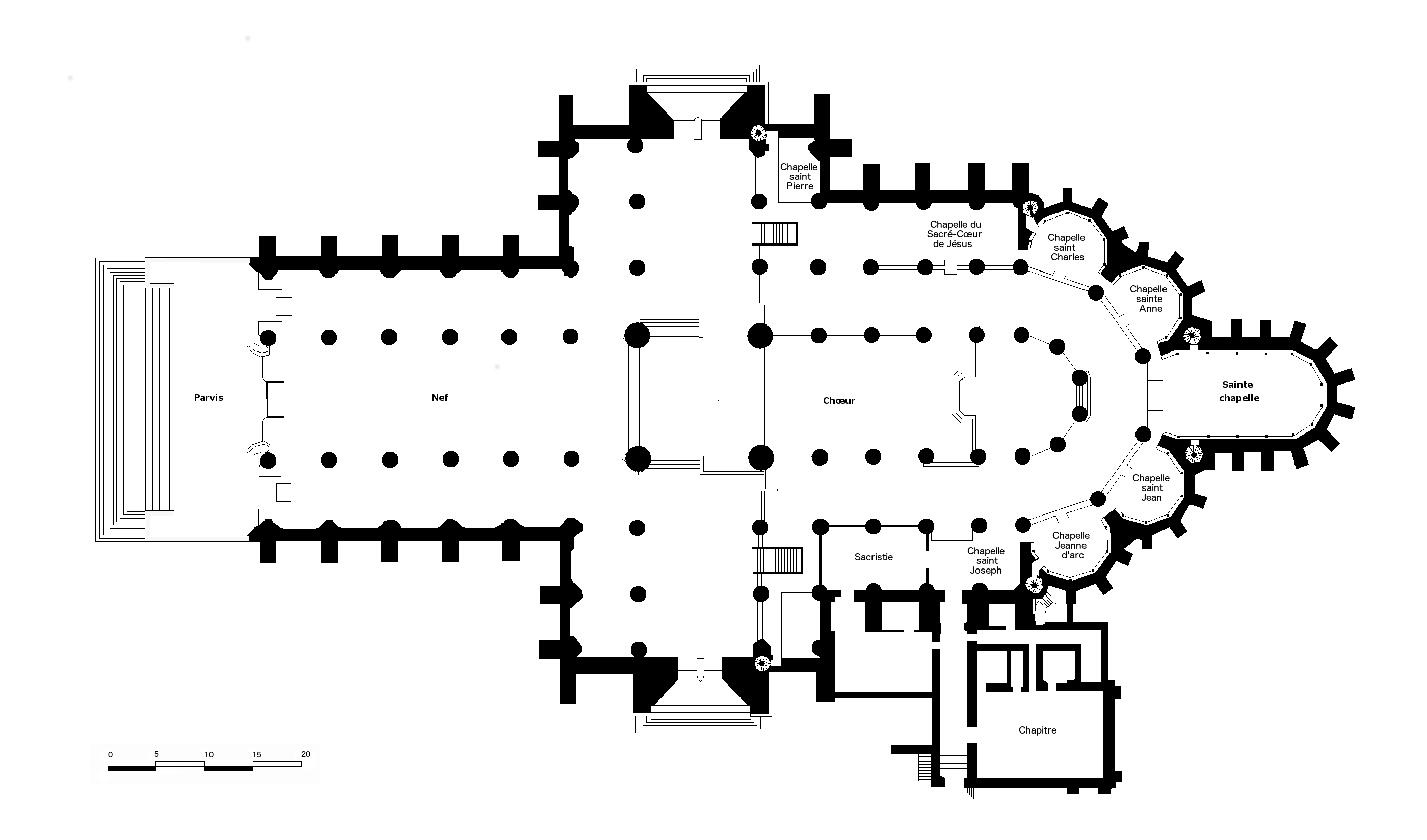
Plan de Notre-Dame-de-la-Treille.

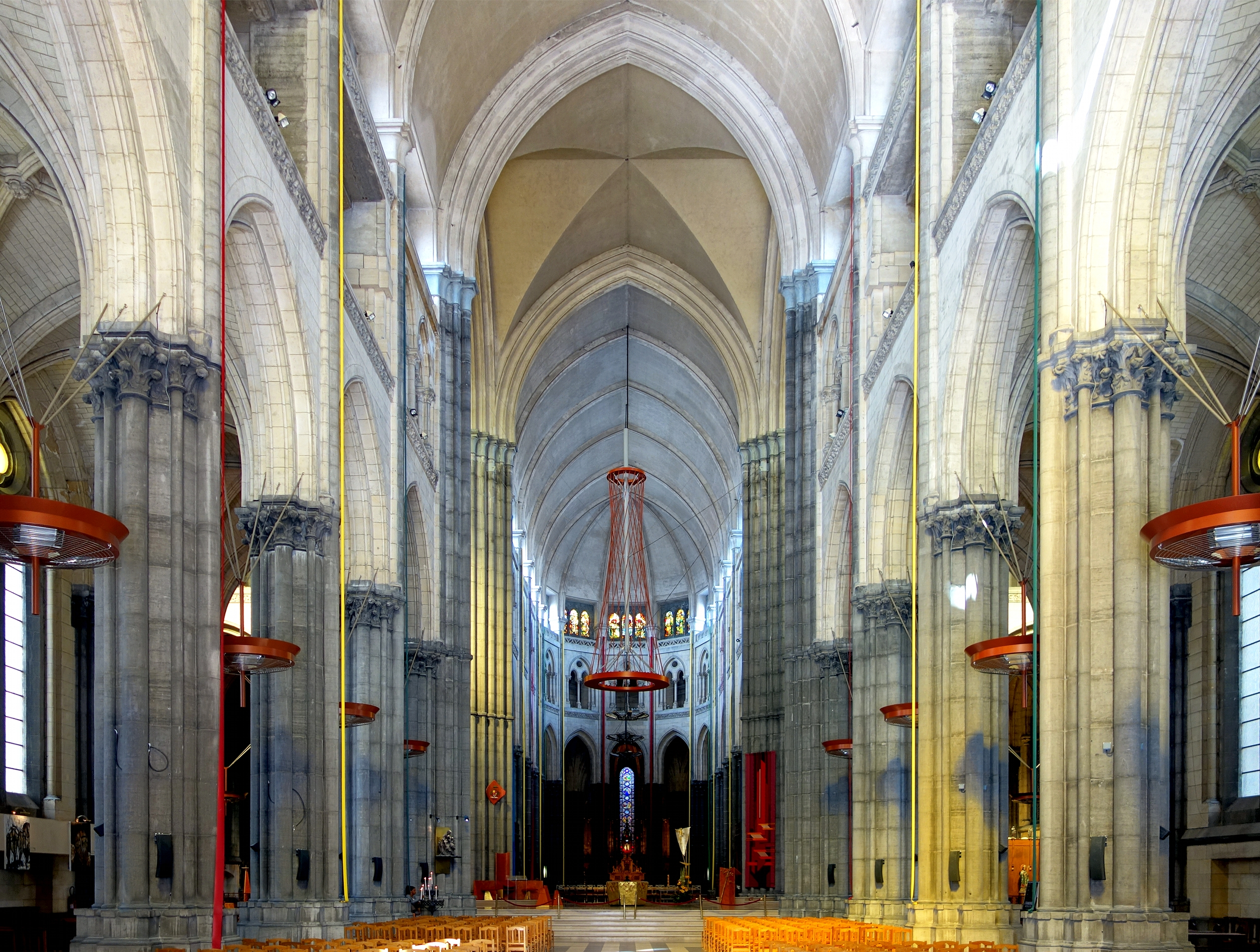
La nef de Notre-Dame-de-la-Treille.

En forme de croix latine, l'intérieur de la cathédrale mesure 110 m de long sur 54 m de large au transept, 38,80 m de large au niveau du chœur et 26,40 m de large au niveau de la nef. Cette dernière, de six travées, est pourvue de bas-côtés mais ne comprend pas de chapelles. Le transept comporte des collatéraux à l'est et à l'ouest, chaque bras étant pourvu de trois travées de part et d'autre d'une croisée de plan carré. Une chapelle est ménagée dans l'aile nord, son pendant, dans l'aile sud, n'ayant jamais été installée. 
Le chœur comprend cinq travées droites et un chevet à cinq pans. Il est encadré par un déambulatoire qui dessert quatre chapelles rayonnantes polygonales et une chapelle axiale, plus profonde. Deux autres chapelles latérales rectangulaires sont installées de part et d'autre, en amont des chapelles polygonales.
L'élévation intérieure comprend trois niveaux, dont seuls les deux premiers sont conformes au projet initial. Les colonnes de la nef sont composées d'un épais noyau circulaire habillé de quatre colonnes portantes et quatre colonnettes décoratives qui soutiennent des arcades en arc brisé. Colonnes et colonnettes sont coiffées d'un chapiteau, à l'exception de la colonne tournée vers le vaisseau qui est simplement baguée et se prolonge jusqu'à la voûte. 
Au deuxième niveau, le triforium est séparé du vaisseau par une corniche à double rang de feuillage et, au niveau de la dernière travée seulement, par deux baies jumelées, dotées d'arcades en arc brisé soutenues par des colonnettes, inscrites dans une arcade elle aussi en arc brisé percée d'un oculus en son centre. Au troisième niveau, les fenêtres hautes, qui auraient dû être de même hauteur que les arcades de la nef, ont été fortement réduites. Formées de groupes de quatre lancettes, elles sont placées au fond de niches rectangulaires peu élevées précédées d'un garde-corps ajouré. Cette configuration se répète dans les collatéraux du transept et tout autour du chœur. L'ensemble est surmonté d'une voûte en berceau brisé sur doubleaux qui atteint, au niveau de l'arête de la voûte, 32 m de hauteur.
Dans l'esprit des initiateurs du projet, une pensée unique devait présider à la conception et à la décoration de l'édifice. L'iconographie devrait donc être celle de Charles Leroy, architecte de la cathédrale. Elle est en réalité plus tardive, la plupart des propositions de Leroy n'ayant finalement pas été retenues lors de l'édification des chapelles. Conçue à la fin des années 1890 et au début des années 1900 par le chanoine Henri Delassus et l'abbé Henri Vandame, elle fait écho aux revendications politiques portées alors par les comités catholiques, pour lesquels l'église et la monarchie sont au cœur d'une société fondée sur les principes d'une économie chrétienne paternaliste alors que la République anticléricale s'installe, que l'enseignement se laïcise et que des édiles socialistes sont élus dans la région. 
Au point de vue proprement religieux, Delassus et Vandame, tous deux antirépublicains et antirévolutionnaires, sont d'ardents promoteurs du catholicisme intégral et ont la volonté de faire de Notre-Dame-de-la-Treille « une Bible ouverte ». L'unité attendue est par conséquent bien présente, même si elle s'éloigne à certains égards de ses ambitions archéologiques initiales, puisque ce programme iconographique imaginé au tournant du XXe siècle concerne toute la décoration, les vitraux, les mosaïques murales, les pavements et le mobilier liturgique. Elle ne s'exprime toutefois pleinement que dans les chapelles, le programme complet, constamment précisé par l'abbé Vandame, ayant subi de nombreuses altérations après sa disparition en 1937.

#### Le chœur

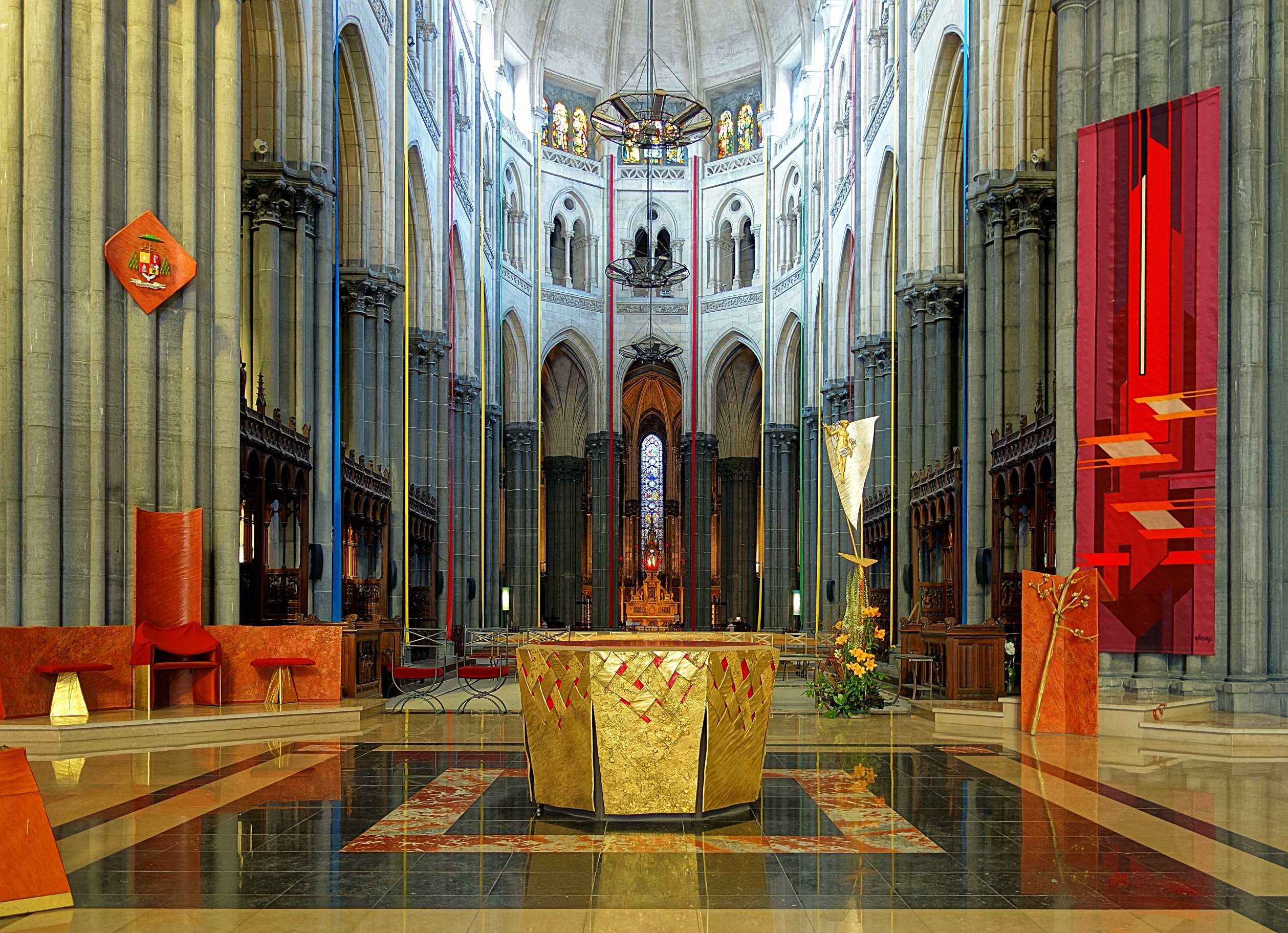
Le chœur, en 2013.

Partie la plus ancienne de la cathédrale, le chœur a connu plusieurs aménagements. Le dernier date de 1999, après que la commission diocésaine d'art sacré a décidé d'aménager un nouveau chœur en vue de l'inauguration de la cathédrale achevée.
Le sanctuaire, placé à la croisée du transept, est surélevé de cinq marches inscrites dans la base des piliers qui délimitent un espace de 100 m2 revêtu d'un tapis de marbre. Un autel octogonal de bronze doré décoré d'émaux rouges, de 1,5 m de diamètre, réalisé par le sculpteur Philippe Stopin en remplacement de l'ancien autel de marbre blanc, est placé en son centre. Recouvert d'un brocart, il porte sur chacune de ses faces des aplats légèrement ondulés qui symbolisent l'eau, en rappel des origines de la vie. 
Une marche supplémentaire, au pied du pilier nord-est, reçoit la cathèdre surmontée des armes de l'archevêque, en grès rouge, également de Stopin, comme l'ambon, surélevé de deux marches au pied du pilier sud-est. Ce dernier porte le bâton d'Aaron, en bronze ciselé et poli. Une tapisserie d'Yves Millecamps tissée à Aubusson, qui évoque le buisson ardent, est placée derrière l'ambon et un grand lustre en acier inspiré de la Treille, de 800 kg et 10 m de haut, conçu par Alban Behagle, est suspendu au-dessus du chœur.
Les six stalles placées de part et d'autre du chœur réalisées par la maison Buisine entre 1928 et 1930 portent des scènes historiées sculptées par Fernand Weerts. « Poème à la gloire de Marie », elles représentent les promoteurs du culte marial (saint Gabriel, sainte Élisabeth, saint Dominique, Simon Stock, Louis XI, sainte Catherine Labouré), les définiteurs des dogmes mariaux (saint Athanase, Cyrille d'Alexandrie, Pie IX), les auteurs des antiennes à Marie (saint Fortunat, Hermann Contract, Adhémar de Monteil, Innocent III, saint Bernardin de Sienne), les instigateurs des fêtes mariales (Denys l'Aréopagite, le pape Gélase, Jean Duns Scot, Urbain VI, Philippe le Bon) et des processions en l'honneur de la Vierge (le pape Serge Ier, Marguerite de Constantinople, Louis XIII, Louis XIV). Elles portent aussi des illustrations des miracles de Notre-Dame de la Treille et les miséricordes sont ornées d'allégories figurant les pêchés capitaux et divers défauts ou fléaux.
Les neuf verrières hautes, réalisées en 1955 et 1956 sur des cartons de Pierre Turpin, représentent le Christ entouré de huit apôtres.

#### Les chapelles du chœur
Le déambulatoire du chœur ouvre sur sept chapelles, deux chapelles latérales de forme rectangulaire, quatre chapelles absidiales octogonales à sept pans et une chapelle axiale de quatre travées droites achevée par un chevet à sept pans. Leur véritable originalité réside dans les mosaïques, murales et au sol, dont elles sont ornées. Propres à susciter les dons de fidèles, elles s'inscrivent dans le mouvement de renouveau du décor de mosaïque initié par la basilique Notre-Dame de Fourvière en 1884 pour s'achever avec la basilique Sainte-Thérèse de Lisieux dans les années 1930. Conçues par les chapelains Delassus et Vandame, elles ont été réalisées par Ludwig Oppenheimer Ltd à Manchester et posées par Louis Coilliot sous la maîtrise d'œuvre de Paul Vilain.

##### Chapelle de saint Joseph

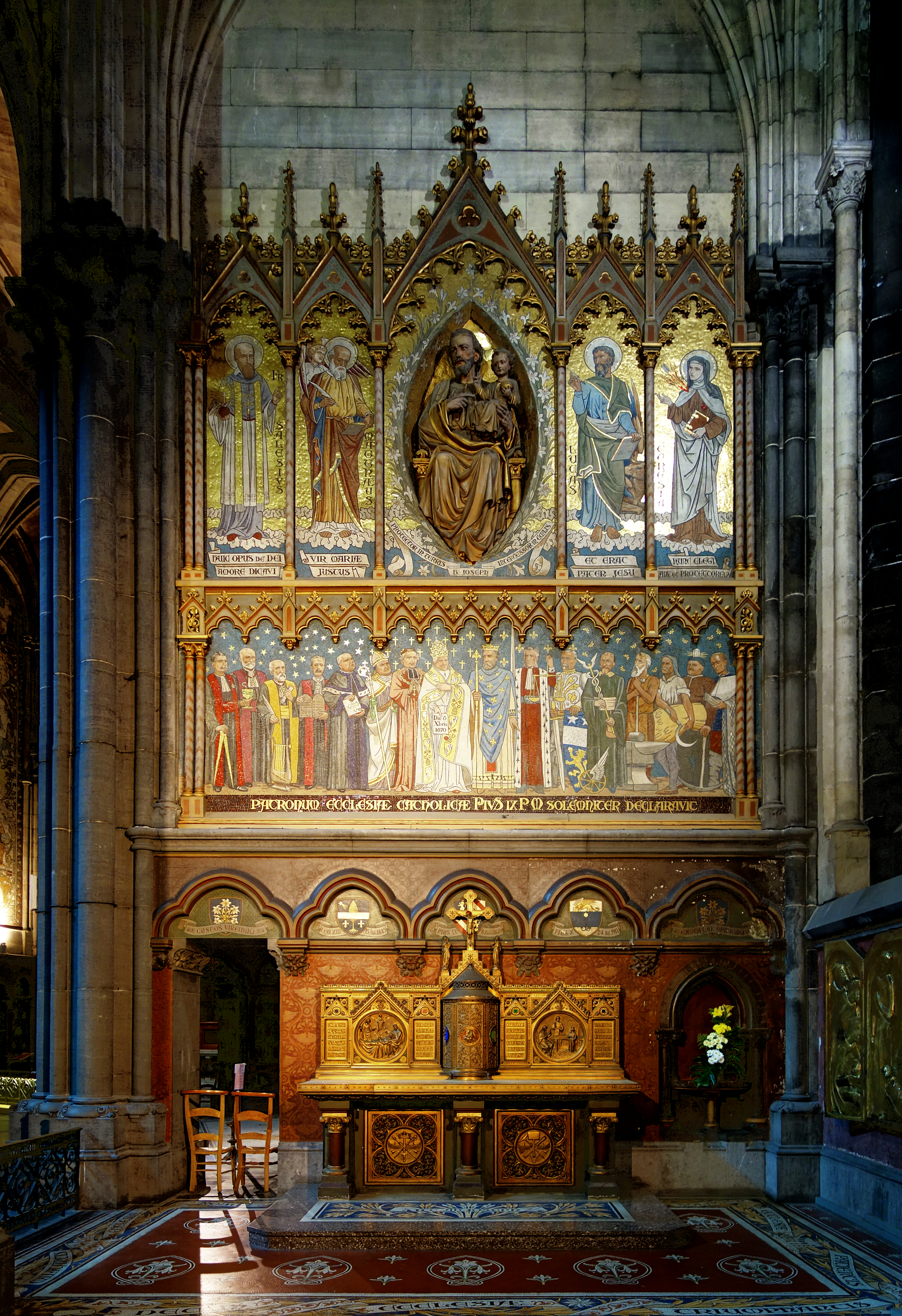
La chapelle de saint Joseph.

Achevée en 1908, la chapelle de saint Joseph, patron des pères de famille et des travailleurs, lui est plus particulièrement consacrée en tant que patron de l'Église universelle selon la déclaration officielle du pape Pie IX le 8 décembre 1870. Le traitement iconographique de ce patronage, qui associe dimensions spirituelle et temporelle, témoigne de l'ultramontanisme et du légitimisme de ses concepteurs.
Inscrite dans un cadre en bois, la mosaïque murale porte en son centre une statue de saint Joseph et l'enfant Jésus réalisée par Édouard Buisine. Il est entouré de saint Luc et saint Matthieu, les deux évangélistes qui ont évoqué sa mission, et de saint François de Sales et sainte Thérèse d'Avila, qui ont développé son culte. La frise inférieure de la mosaïque représente les « plus importants rouages de la vie humaine et les principales formes de l'activité contemporaine ». Ils sont figurés par des personnages dessinés à partir de photographies représentant l'Église aux pieds de saint Joseph. 
On y trouve, au centre, « la hiérarchie ecclésiastique » incarnée par le pape Pie IX suivi du cardinal René-François Régnier, archevêque de Cambrai, et de Henri Monnier, évêque auxiliaire de Cambrai, et « la hiérarchie civile » incarnée par le « comte de Chambord Henri d'Artois », prétendant au trône de France, suivi d'un magistrat, Adrien Gand, professeur à la faculté de droit de l'université catholique, et d'un militaire, le général Louis-Gaston de Sonis. Viennent ensuite, à la droite des clercs, les « travailleurs du cerveau » figurés par les doyens des cinq facultés catholiques de Lille et, à la gauche des laïcs, les « travailleurs des bras », allégories des principaux secteurs d'activité de la région, le commerce sous les traits de Paul Vilain, l'industrie sous les traits de Charles Leroy, l'agriculture sous les traits de Florent Lefebvre, premier directeur des travaux de la cathédrale, les mines sous les traits d'Eugène Lefebvre, deuxième directeur des travaux de la cathédrale, et la marine représentée par l'amiral Amédée Courbet.
L'autel, inauguré en 1914, a été réalisé par la Maison Desclée à Tournai/Roubaix. La table de l'autel, qui repose sur trois colonnes, est en granit rose des Vosges, en marbre vert des Alpes et en pierre blanche colorée. Le bas de l'autel porte les outils du charpentier dans un premier médaillon et les attributs de la royauté (la couronne, le glaive, le sceptre et le bâton de justice) dans un second. Le tabernacle circulaire porte trois médaillons illustrant les vertus théologales (la Foi, symbolisée par le serpent d'airain ; l'Espérance, symbolisée par l'ancre ; la Charité, symbolisée par le pélican). De part et d'autre, sont représentés le quotidien de la Sainte Famille et la mort de Joseph. L'ensemble est surmonté d'un Christ en croix accompagné de la Vierge Marie et de saint Jean l'évangéliste.
Les trois premières verrières ont été réalisées par Jean-Baptiste Anglade. La première présente dans la rosace l'apothéose de saint Joseph dans le ciel et dix médaillons qui retracent les principaux épisodes de sa vie (de gauche à droite et de bas en haut : les fiançailles, le songe de Joseph avec l'ange, l'entrevue avec Marie, le mariage, la Nativité, la fuite en Égypte, le séjour en Égypte, le retour à Nazareth, le voyage à Jérusalem, Jésus retrouvé dans le temple). Les deux suivantes représentent la vie glorieuse du Christ surmontées pour l'une du Christ jugeant les hommes et pour l'autre des anges recueillant à travers le monde les parcelles de la Vraie Croix. La dernière, réalisée par Camille Wybo, illustre les épisodes de la Résurrection du Christ.

##### Chapelle de Jeanne d'Arc

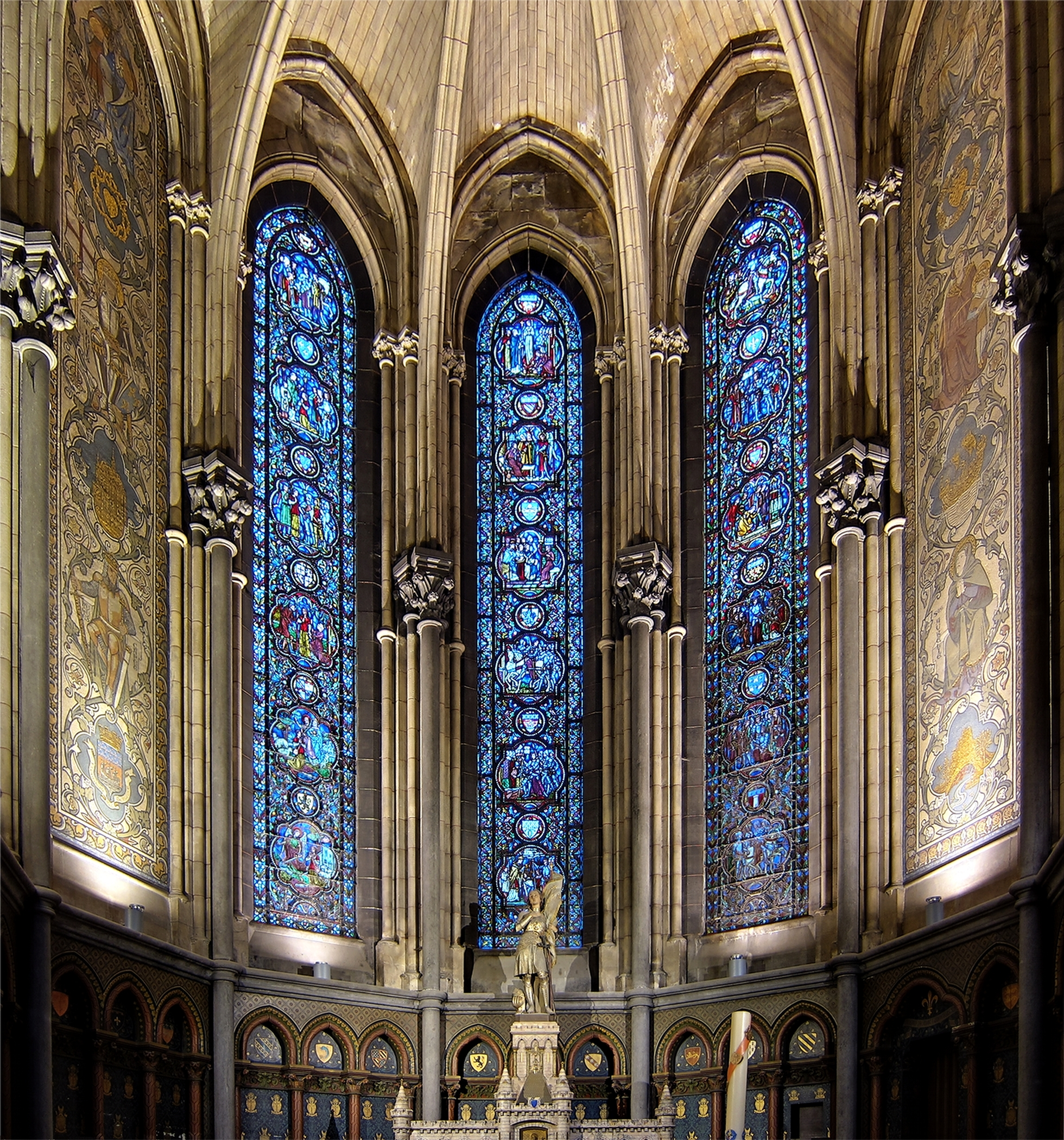
La chapelle de Jeanne d'Arc.

Achevée en 1901, la chapelle de Jeanne d'Arc est édifiée au cours des débats soulevés par son procès en béatification, alors qu'elle a été déclarée vénérable mais n'a pas encore été canonisée. La chapelle est dédiée à la « régénération de la France » et à l'Œuvre des militaires, fondée en 1842 à Lille et présidée par le comte de Caulaincourt à partir de 1851. Par sa thématique comme par son iconographie, elle exprime le parti légitimiste partagé à cette époque par l'essentiel des élites lilloises, clercs et laïcs confondus.
Les mosaïques murales représentent six figures d'hommes à gauche et six figures de femmes sur le côté droit. Il s'agit de rois de France (Clovis, Charlemagne, Hugues Capet, Louis IX et Louis XVI) et de reines ou membres de la famille royale (sainte Aurélie, Blanche de Castille, Madame Élisabeth soeur de Louis XVI, sainte Clotilde et Hildegarde de Bingen). Ils sont accompagnés des saints patrons de la monarchie, saint Martin et sainte Geneviève. Les arcatures, de couleur bleue de France, sont décorées d'emblèmes rappelant le baptême de Clovis : la crosse de saint Remi et le sceptre du roi des Francs. Les tympans des arcatures portent quinze écus représentant les anciennes provinces de France.
Les trois verrières, réalisées par Édouard Didron, racontent la vie de Jeanne d'Arc : sa mission à gauche, sa carrière à droite et son martyre au centre.
Son autel, en forme de château-fort sur un dessin de Paul Vilain, est en marbre rose des Pyrénées. Sur le tombeau se trouve un bas-relief en bronze reproduisant un tableau d'Ingres, Le Vœu de Louis XIII, qui représente Louis XIII consacrant le royaume de France à la Vierge en 1638. Sur la porte du tabernacle est représenté le Bon Pasteur en bronze doré. L'épée d'honneur qui est accrochée au socle de la statue de Jeanne d'Arc posée au sommet de l'autel a été offerte par les catholiques français en 1907 au capitaine Magniez qui, en 1906, à l'époque des inventaires prévus par la loi de séparation des Églises et de L'État, refuse de faire briser à coups de hache les portes de l'église de Saint-Jans-Cappel.
Sur la mosaïque du sol, se trouve la Sainte Ampoule qui servait à oindre le front des rois lors de leur sacre, placée au centre d'un semis de fleurs de lys et de couronnes d'or sur fond blanc.

##### Chapelle de saint Jean l'Évangéliste

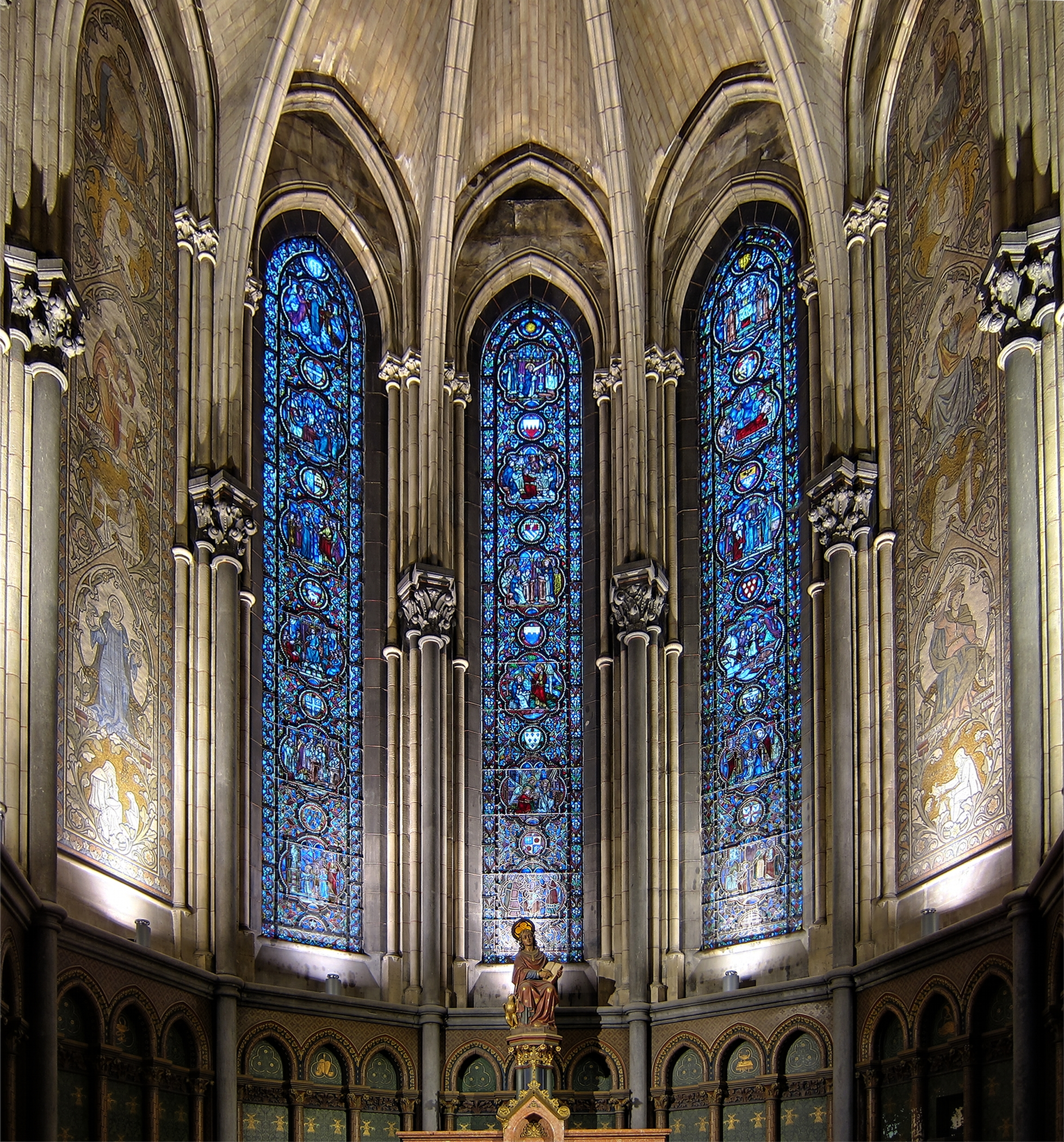
La chapelle de saint Jean.

Également achevée en 1901, la chapelle de saint Jean l'Évangéliste est la « chapelle des étudiants », dédiée au savoir et à l'éducation. Lille est alors un des fiefs de l'éducation libre, dotée d'un réseau très dense d'établissements confessionnels et d'une université catholique complète, étroitement liée à Notre-Dame-de-la-Treille dont les promoteurs sont les mêmes personnes. L'iconographie de la chapelle répond aux affrontements qui suivent la proclamation de la laïcité et la suppression de l'éducation religieuse dans l'enseignement public par Jules Ferry en 1882 puis, en 1886, la promulgation de la loi Goblet, qui abolit les derniers vestiges du régime de privilège de la loi Falloux et interdit aux religieux d'enseigner dans le public.
La table de marbre rouge de l'autel, dessiné par Édouard Buisine, recouvre le sarcophage de sainte Plinia, jeune martyre dont on ignore tout à l'exception de son âge (18 ans), translatée des catacombes de Rome au diocèse de Cambrai en 1847. Le retable représente le Christ enseignant aux trois âges de la vie : l'enseignement primaire, où Jésus fait venir à lui les petits enfants, l'enseignement secondaire, avec Jésus parmi les docteurs et, sur la porte du tabernacle, l'enseignement supérieur, où Jésus donne à ses apôtres la mission d'enseigner. L'ensemble est surmonté d'une statue de saint Jean l'Évangéliste posée sur un piédestal, derrière l'autel.
De même, les verrières, réalisées par Édouard Didron, figurent chacune six épisodes de la vie des saints enseignants, Jean-Baptiste de La Salle (enseignement primaire), Louis de Gonzague (enseignement secondaire) et Thomas d'Aquin (enseignement supérieur).
Les mosaïques murales se lisent de bas en haut et rappellent les composantes de l'éducation classique médiévale. À gauche, la philosophie, la rhétorique, l'arithmétique, la dialectique, la grammaire et la géographie ; à droite, les sciences naturelles, la peinture, l'architecture, la géométrie, la musique et l'astronomie. Ces matières sont illustrées de personnages historiques qui les ont incarnées dans l'Ancien Testament (David), dans l'antiquité (Archimède, Aristote, Chilon, Platon, Ptolémée, Quintilien), au Moyen Âge (le pape Sylvestre II, Fra Angelico, Pierre de Montreuil) et à l'époque moderne (Alessandro Volta et Christophe Colomb). Les arcatures, de couleur verte, sont décorées de figures se rapportant à la science.
La mosaïque au sol évoque saint Jean l'évangéliste triomphant de l'épreuve de la coupe empoisonnée : c'est un semis de coupes d'où jaillit un petit dragon. Au centre, le tétramorphe : l'aigle de Jean, le lion de Marc, le bœuf de Luc et l'ange de Matthieu.

##### Sainte Chapelle

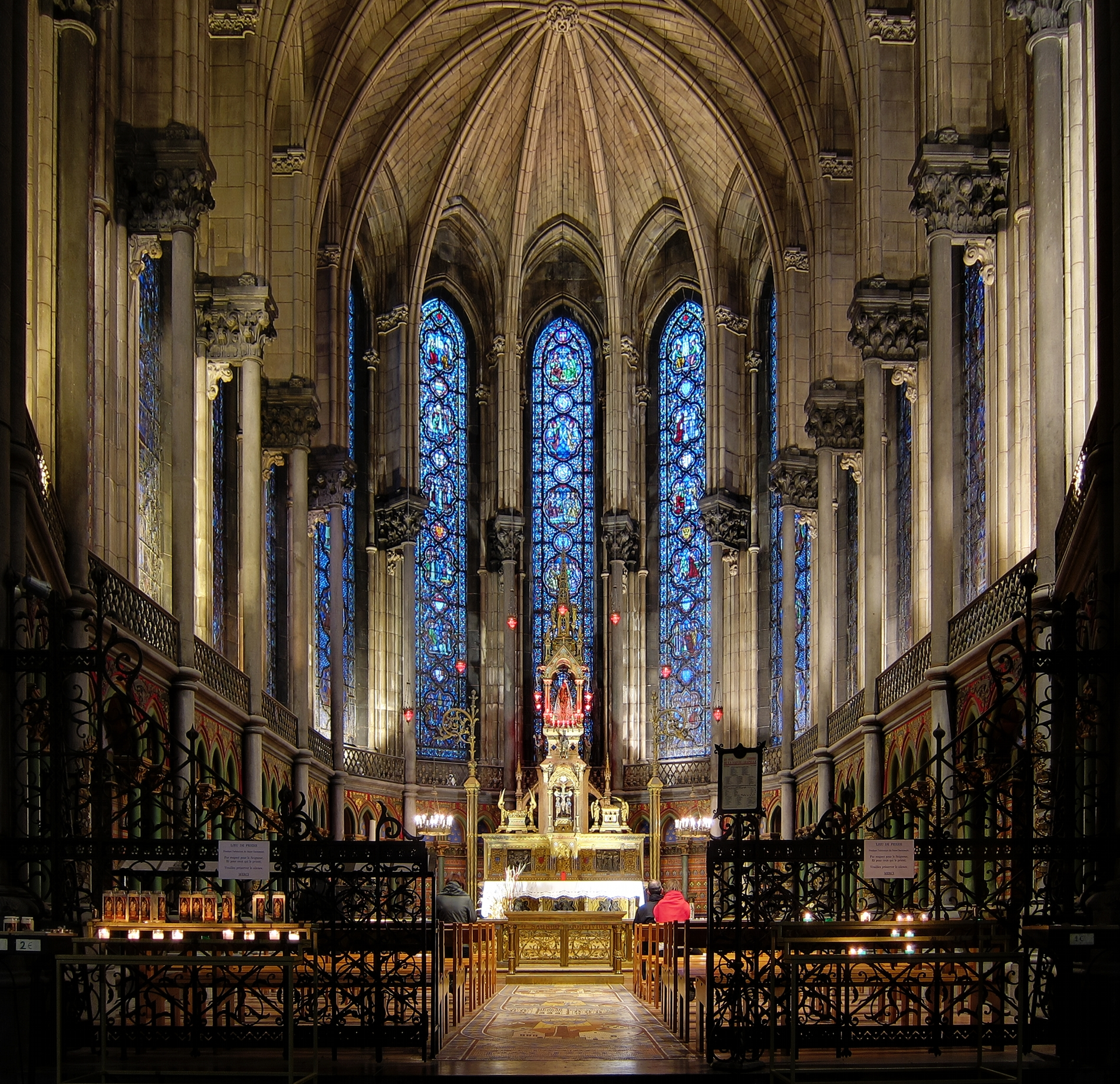
La Sainte Chapelle.

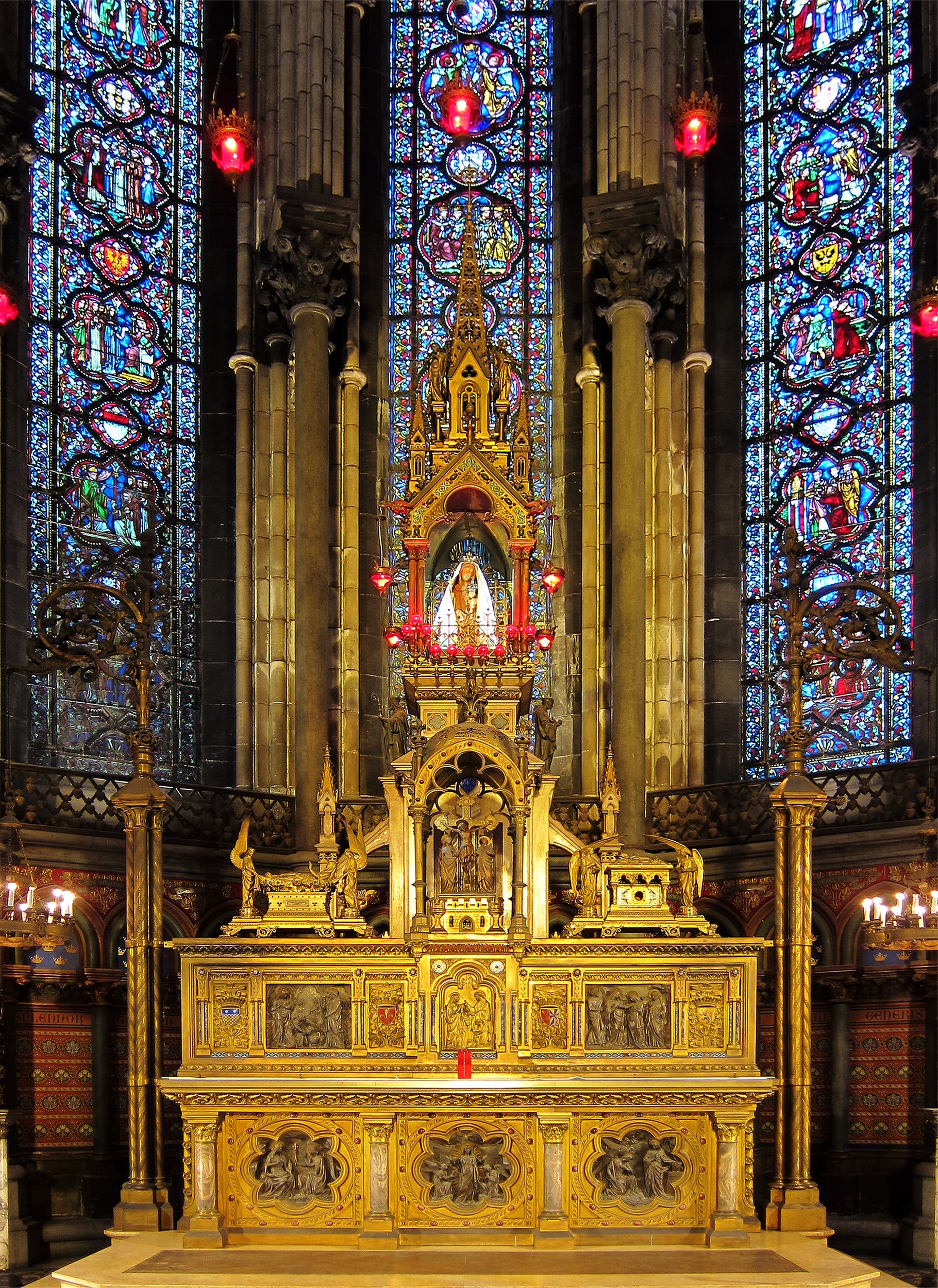
L'autel de la Sainte Chapelle.

Achevée en 1897, la Sainte Chapelle est inspirée de la Sainte-Chapelle de Paris. Elle est fermée par une grille en fer forgé portant des enroulements de feuillages qui évoquent l'idée de la treille.
L'allée centrale est revêtue d'une mosaïque formant tapis composée de quatre tableaux en forme d'amande qui présentent la cité de Lille dans ses différentes dimensions, « Lille catholique », représenté par les clochers de ses églises, « Lille littéraire et scientifique », symbolisé par les bâtiments de l'université catholique, et « Lille industriel et commercial », évoqué par ses usines, sur lesquelles rayonne le monogramme de Marie qui s'étend sur le tout. 
Elle est prolongée par une mosaïque au pied de l'autel, où vingt-huit médaillons sur fond bleu représentent la Création : les quatre éléments sous la forme d'animaux (dauphin, aigle, lion, salamandre), le règne minéral (le soleil, la lune, les étoiles, la Terre, les métaux, le corail, les roches et les cristaux) et le règne animal (huit oiseaux et huit quadrupèdes extraits du bréviaire médiéval).
Le sanctuaire comporte quatre fenêtres aveugles ornées de mosaïques et onze grandes verrières, réalisées par Édouard Didron, sous des voûtes de 17 m de haut.
Les mosaïques murales des quatre fenêtres aveugles représentent douze préfigurations historiques de Marie dans l'Ancien Testament, chacune alternant avec un symbole des litanies (le buisson ardent-Marie (Myriam), la Source de Vie-Ève, l'arche de Noé-Sara, le chandelier d'or-Anne, l'arche d'alliance-Jahel, la porte du ciel-Rahab, le trône de la sagesse-Bethsabée, la tour de David-Abigaïl, le jardin fermé-Ruth, le soleil, la lune et les étoiles-la mère des Machabées, le char de feu-Esther, la cité de David-Judith). Sur les murs, tout autour du sanctuaire, les arcatures soutenues par 64 colonnettes sont ornées de peintures sur lave représentant des fleurs, roses, tulipes, violettes, calcéolaires, chrysanthèmes, jasmins, lys, iris, jacinthes et primevères, qui symbolisent les qualités de la Vierge. La partie supérieure porte en frise les louanges de la Vierge.
Les quatre premières verrières, avant le banc de communion, représentent la vie de la Vierge Marie, depuis son Immaculée Conception jusqu'à son couronnement au ciel. Les deux premières après le banc de communion présentent les marques de son culte à Lille. Les deux suivantes rappellent les miracles qui lui sont attribués au XVIe siècle et au XVIIe siècle. Deux vitraux au fond, dans les pans coupés, présentent l'histoire de la patronne de Lille et de son sanctuaire, des premiers miracles en 1254 à la présentation de la basilique nouvelle. 
Le vitrail du centre est consacré à la glorification de Notre-Dame de la Treille : en haut la Sainte-Trinité, au centre des anges portent la couronne que Pie IX a décernée à la patronne de Lille, au-dessous ceux qui l'ont honorée et ont développé son culte, princes et prélats (Marie-Alphonse Sonnois), papes et empereurs (cardinal Régnier), prêtres et religieux (abbé Bernard), laïques de toutes conditions.
Un piédestal placé derrière l'autel est surmonté d'un habitacle qui abrite la statue de Notre-Dame de la Treille. Il s'agit d'une statue moderne réalisée par Marie Madeleine Weerts, l'originale de la statue miraculeuse de Notre-Dame de la Treille ayant été volée en juillet 1959. Elle est portée par trois saints pèlerins, Thomas Becket, saint Louis et saint Bernard. Aux angles supérieur de l'habitacle, quatre chimères soutiennent quatre lampes, tandis que onze autres (soit quinze au total en référence aux mystères du rosaire) sont disposées aux pieds de la statue. Le dais, soutenu par quatre groupes de colonnettes en onyx du Brésil, est dominé par un clocheton surmonté d'une flèche ajourée. Aux angles du clocheton, des anges aux ailes rabattues sonnent de l'oliphant.
Le banc de communion, en bronze doré, comme l'autel, porte six statues, trois personnages de l'Ancien Testament (Melchisédech, Ruth et Élie) et trois personnages du Nouveau Testament glorifiant le Sacrifice (sainte Julienne, saint Thomas d'Aquin et sainte Marguerite-Marie). Sur le tombeau, trois médaillons de bronze florentin exécutés par Jules Blanchard représentent le mystère de l'Incarnation en trois scènes : la Salutation de l'ange, l'Annonciation et l'Accomplissement du mystère. Le retable, sur lequel sont représentées deux scènes de la vie de la Vierge Marie, la Visitation et le Miracle des noces de Canaa, également de Blanchard, est surmonté d'un calvaire en ronde bosse où Marie et saint Jean l'évangéliste sont au pied de la croix. Il porte deux chasses représentant le berceau de Jésus et le tombeau de Marie qui abriteraient, selon une tradition légendaire, les reliques de la crèche et du suaire de la Vierge Marie.
L'ensemble, autel, habitacle, chasses, chandeliers, lampes et ornements, décoré de pierres précieuses, améthystes, jaspes, malachites, et d'émaux, est l'œuvre des orfèvres parisiens Trioullier et fils.

##### Chapelle de sainte Anne

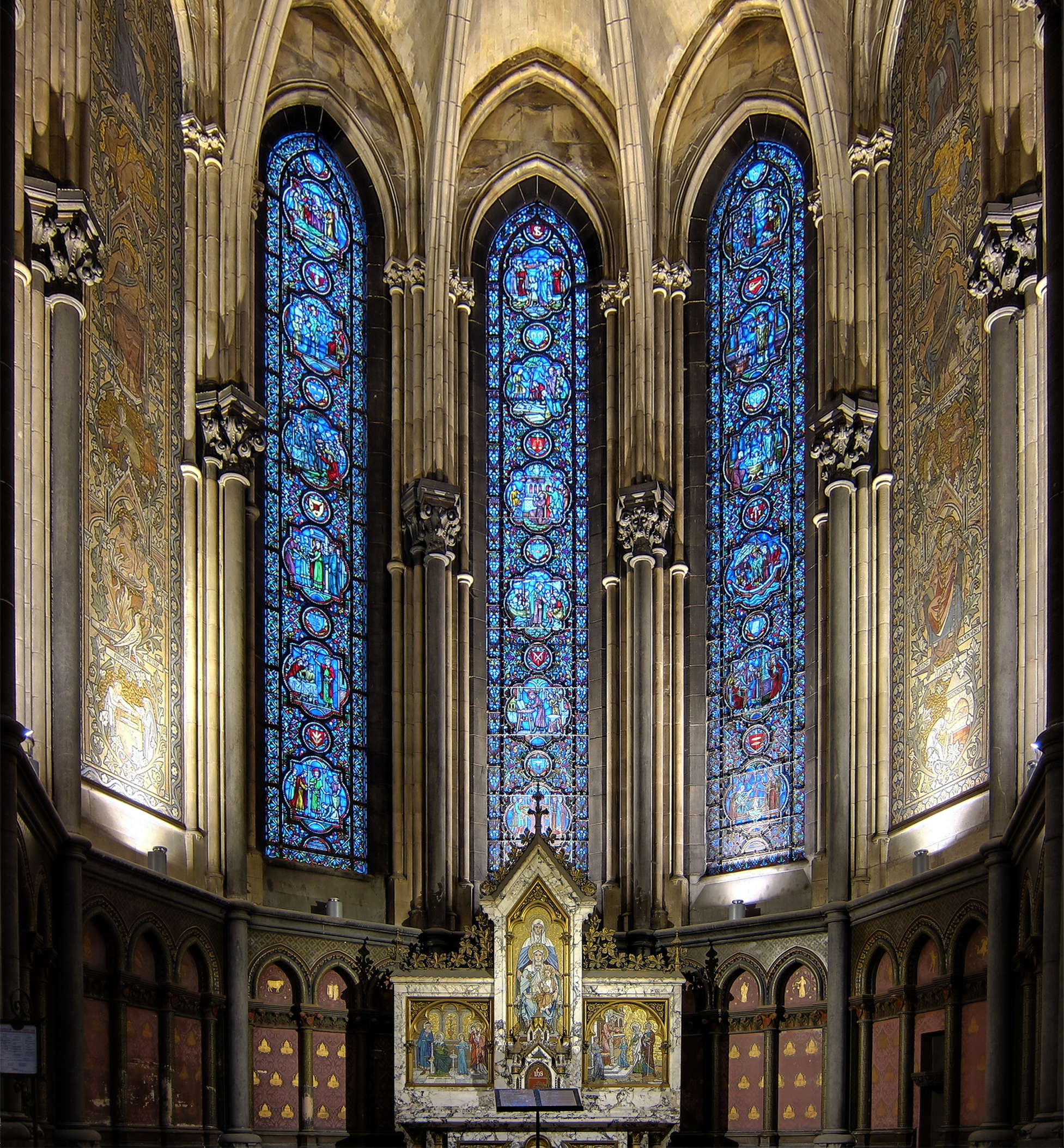
La chapelle de sainte Anne.

Achevée en 1904, la chapelle de sainte Anne, mère de la Vierge et patronne des menuisiers et des couturières, est dédiée au travail et met en scène des corporations et confréries lilloises. Elle témoigne de l'attachement d'une partie de la bourgeoisie catholique lilloise au système corporatif par opposition au syndicalisme qui se développe sous l'influence des idées socialistes. Anti-socialistes mais aussi anti-libéraux, les Comités catholiques du Nord réunis en congrès adoptent à cet égard un ensemble de résolutions qui affirment notamment que « la meilleure organisation du travail est la corporation… soutenue par le concours spontané des ouvriers et des patrons » et qu'« il est utile de répandre, par tous les moyens de propagande, … les vraies notions de la science historique sur ces institutions ouvrières qui ont eu de longs siècles de prospérité. »
Ce programme, qui se heurte aux réticences d'un patronat naturellement individualiste, est notamment assuré par La semaine religieuse de Cambrai, dirigée par le chanoine Delassus. Soixante-dix corps de métiers sont représentés dans la chapelle, dont trente sont figurés par des saints patrons lillois : trois dans les vitraux, douze dans les mosaïques murales et quinze dans la mosaïque au sol.
L'autel, en brèche violette avec colonnes d'onyx ambré, porte une mosaïque d'émail qui représente l'arche de Noé. Au centre, sainte Anne est entourée de deux scènes également en mosaïque d'émail, sur des dessins de Jean-Baptiste Anglade. La première symbolise la famille, elle représente Joachim et Anne conduisant leur fille Marie au temple de Jérusalem ; la seconde symbolise le travail, elle représente Joachim et Anne apprenant à leur fille à filer.
Les quatre mosaïques murales figurent chacune trois saints patrons dans trois grands médaillons et des artisans dans des médaillons plus petits. Elles évoquent de gauche à droite le bâtiment, l'industrie, l'alimentation et l'habillement. La flore de la frise rappelle des catégories de métiers. Les arcatures violettes, couleur des saintes femmes, sont décorées d'une allégorie des avantages du travail.
Les trois verrières, réalisées par Édouard Didron, sont dédiées chacune à un saint patron corporatif majeur de la ville. De gauche à droite, saint Arnould, patron des brasseurs, saint Éloi, patron de l'industrie du fer et saint Nicolas, patron de l'industrie du fil.
La mosaïque au sol représente quinze corporations et quatre confréries (les arbalétriers, les archers, les tireurs d'armes et les canonniers) bénies par la main de Dieu au centre de la composition.

##### Chapelle de saint Charles le Bon

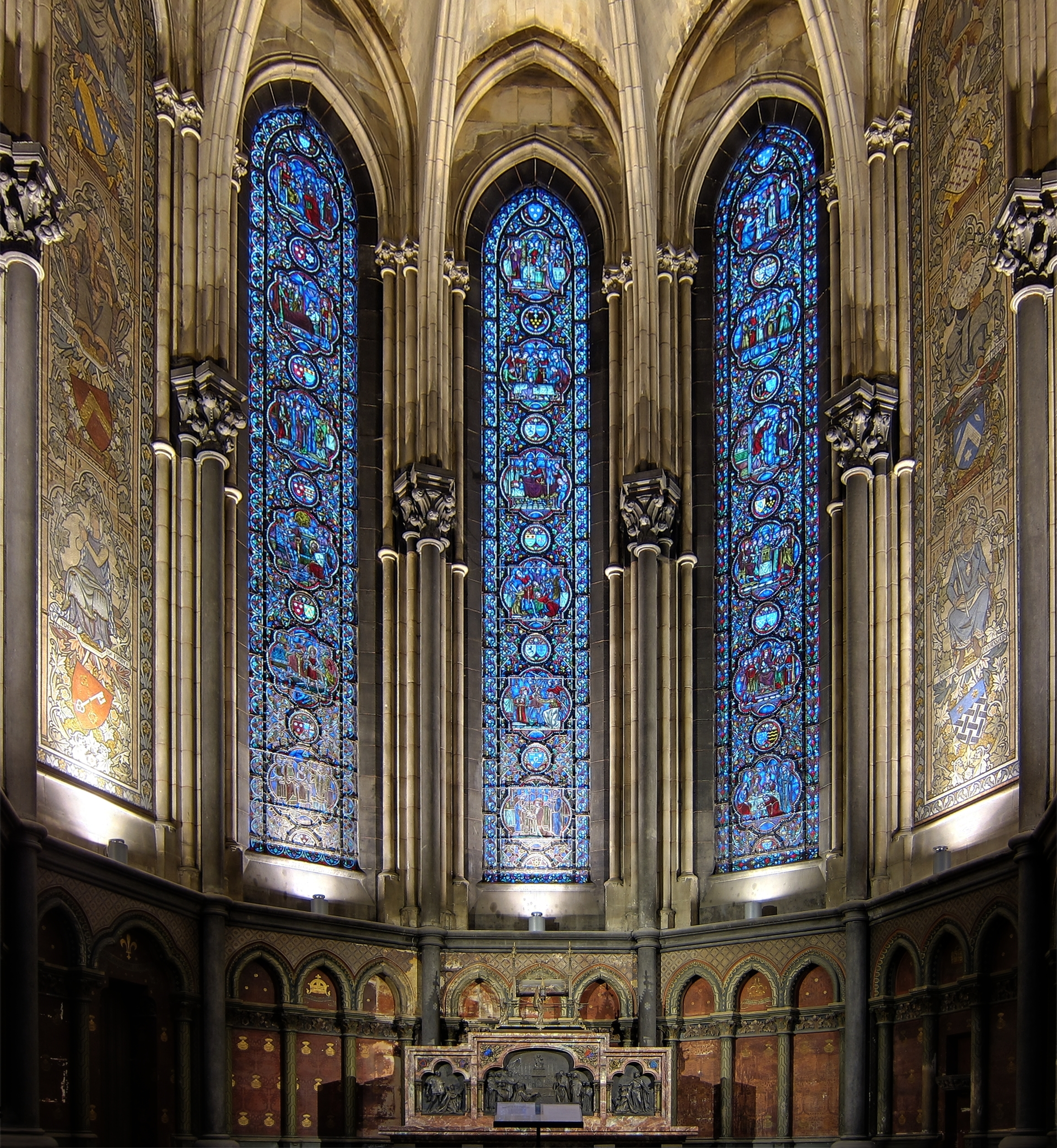
La chapelle de saint Charles.

Achevée en 1904, cette chapelle est dédiée à ceux qui ont fait la grandeur de la Flandre et en premier lieu à Charles Ier de Flandre (Charles le Bon), participant à la première croisade de 1096 à 1099, assassiné en 1127 et béatifié en 1882. Comme la chapelle Jeanne d'Arc, elle exprime l'attachement du peuple à ses princes et le leur au catholicisme, mais cette fois au niveau régional.
Sous l'autel en marbre de Villefranche, dû à Édouard Buisine, le rappel des croisades est figuré par la croix de Jérusalem et, au-dessus de l'autel, par le reliquaire contenant un ossement de saint Louis. Aux quatre coins de son socle, quatre pèlerins légendaires de Notre-Dame de la Treille sont représentés : saint Bernard, saint Louis, saint Vincent Ferrier et saint Thomas de Cantorbéry. Le retable comprend trois bas-reliefs d'argent encadrés chacun de deux colonnettes d'onyx vert. Ils représentent, au centre, la dédicace de la ville à la Vierge par Jean Le Vasseur en 1634 et, de part et d'autre, Marguerite de Constantinople offrant à la Vierge le bref de sa confrérie et le premier chapitre de l'ordre de la Toison d'or tenu à Lille en 1431.
Jean Le Vasseur est également représenté sur les mosaïques murales parmi d'autres personnages illustres, les « cinq principales maisons régnantes » de Flandre (Baudouin V de Flandre, fondateur de Lille, Jeanne et Marguerite de Constantinople, Philippe le Bon, Charles Quint, les archiducs Albert et Isabelle d'Autriche et Louis XIV), trois fondateurs d'hôpitaux lillois, un clerc (Remy du Laury, prévôt du chapitre de Saint-Pierre) et un militaire (le maréchal Louis François de Boufflers). Les arcatures, de couleur rouge en rappel du sang versé de Charles le Bon, sont décorées des représentations d'une ville assiégée, d'une treille surmontée d'une étoile et d'une couronne obsidionale en souvenir du siège de Lille de 1792, levé le jour d'une neuvaine à Notre-Dame de la Treille.
Les vitraux, réalisés par Édouard Didron, retracent la vie et le martyre de saint Charles le Bon, assassiné par le clan du prévôt du chapitre Saint-Donatien de Bruges en 1127 (à gauche, sa prospérité, au centre son martyre à Bruges, à droite, la conspiration). Les blasons qui relient entre eux les médaillons historiés sont ceux de la noblesse de Lille.
La mosaïque du pavé porte les 128 blasons des paroisses de l'ancienne châtellenie de Lille, selon un armorial établi spécialement par le chanoine Théodore Leuridan, archiviste du diocèse de Cambrai. Ils sont répartis en cinq groupes selon la position topographique des quartiers de la châtellenie : le Mélantois, le Ferrain, la Pévèle, les Weppes et le Carembault.

##### Chapelle du Sacré-Cœur de Jésus

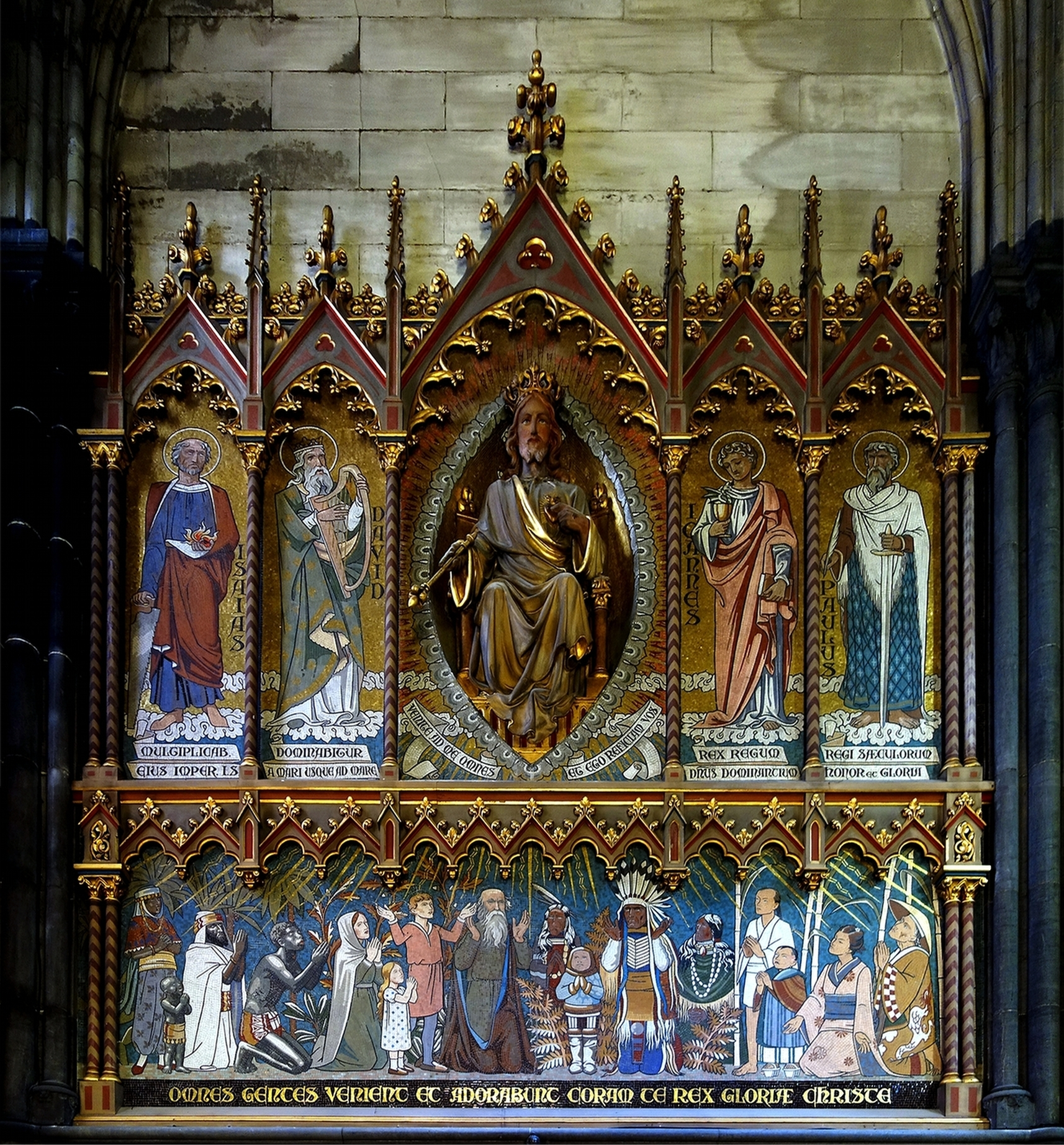
La mosaïque murale de la chapelle du Sacré-Cœur de Jésus.

Achevée en 1908, la chapelle du Sacré-Cœur de Jésus est dédiée, comme la chapelle Saint-Joseph, à l'Église universelle qui règne ici sur le monde. Sa décoration a été réalisée grâce à une souscription qui a rassemblé près de 11 500 donateurs. C'est elle qui contient le baptistère.
La mosaïque murale, montée dans un cadre en bois, figure toutes les races et tous les âges de la vie adorant le Christ. La partie haute du panneau porte une statue du Christ roi, réalisée par Édouard Buisine, entourée à droite de deux prophètes, David et Isaïe, et à gauche de deux apôtres, saint Jean et saint Paul, qui ont écrit sur la royauté du Christ. La frise inférieure, conçue dans une optique indiscutablement coloniale, représente les « quatre grandes races humaines », de gauche à droite la race noire, la race blanche, la race rouge et la race jaune, chacune aux quatre âges de la vie (enfance, adolescence, maturité, vieillesse). Elles sont entourées de la végétation à laquelle chacune est associée (palmier, olivier, fougère et canne à sucre).
En marbre griotte des Pyrénées, l'autel, composé de cinq arcatures ornées de bronze doré, est dû à la Maison Desclée à Tournai/Roubaix. Le tombeau de l'autel est décoré de cinq émaux cloisonnés représentant le blason de l'apostolat de la prière encadré des quatre évangélistes. Le retable porte deux petits médaillons, l'un qui représente Léon XIII consacrant l'Église au Sacré-Cœur devant la Basilique Saint-Pierre de Rome en 1899 et l'autre qui représente le cardinal François Richard de La Vergne accompagné du général Athanase de Charette de La Contrie consacrant la France au Sacré-Cœur devant la basilique du Sacré-Cœur de Montmartre, élevée en expiation des péchés de la Commune de Paris en 1871. 
Chacun est encadré de deux gravures en taille profonde évoquant la vie du Christ, l'étable de Bethléem et la grotte de l'Agonie à gauche, la Résurrection et l'Ascension à droite. Le tabernacle, surmonté d'une coupole garnie d'émaux, est entouré de quatre anges qui représentent les quatre fins de la messe (l'adoration, l'action de grâces, l'obtention du pardon et l'obtention des grâces).
Les trois premières verrières ont été réalisées par Jean-Baptiste Anglade. La première contient dix médaillons, deux figures bibliques (Moïse frappant le rocher d'Horeb et le sacrifice de l'agneau), deux scènes évangéliques (saint Jean reposant sur le cœur du Christ et l'incrédulité de saint Thomas), deux apparitions à Marguerite-Marie Alacoque et quatre faits mémorables empruntés à l'histoire du culte du Sacré-Cœur (Henri-François-Xavier de Belsunce de Castelmoron et la peste de Marseille, le vœu de Louis XVI dans la prison du Temple, les Vendéens et les zouaves pontificaux à Patay et Loigny). La rosace figure l'épisode du centurion, saint Longin, qui a transpercé le cœur de Jésus de sa lance. 
Les deux suivantes illustrent les histoires d'Esther et de Daniel avec, dans l'oculus, le creusement de la piscine probatique, et celles de Jonas et des Maccabées avec, dans l'oculus, la guérison des malades dans la piscine probatique. Cette série est complétée par une verrière réalisée par Camille Wybo en 1934 représentant les histoires de Tobie et de Judith surmontées d'une scène de l'histoire de la Croix, où les ouvriers jettent l'Arbre de vie dans un marécage.
Le pavement est décoré d'un semis de roses rouges encadré d'une bordure sur laquelle se détachent des branches de noisetier et des marguerites entrelacées qui évoquent les apparitions à Marguerite-Marie Alacoque à Paray-le-Monial et, aux quatre angles, l'arche de Noé avec la porte rouge ouverte sur son flanc droit.

#### Le transept

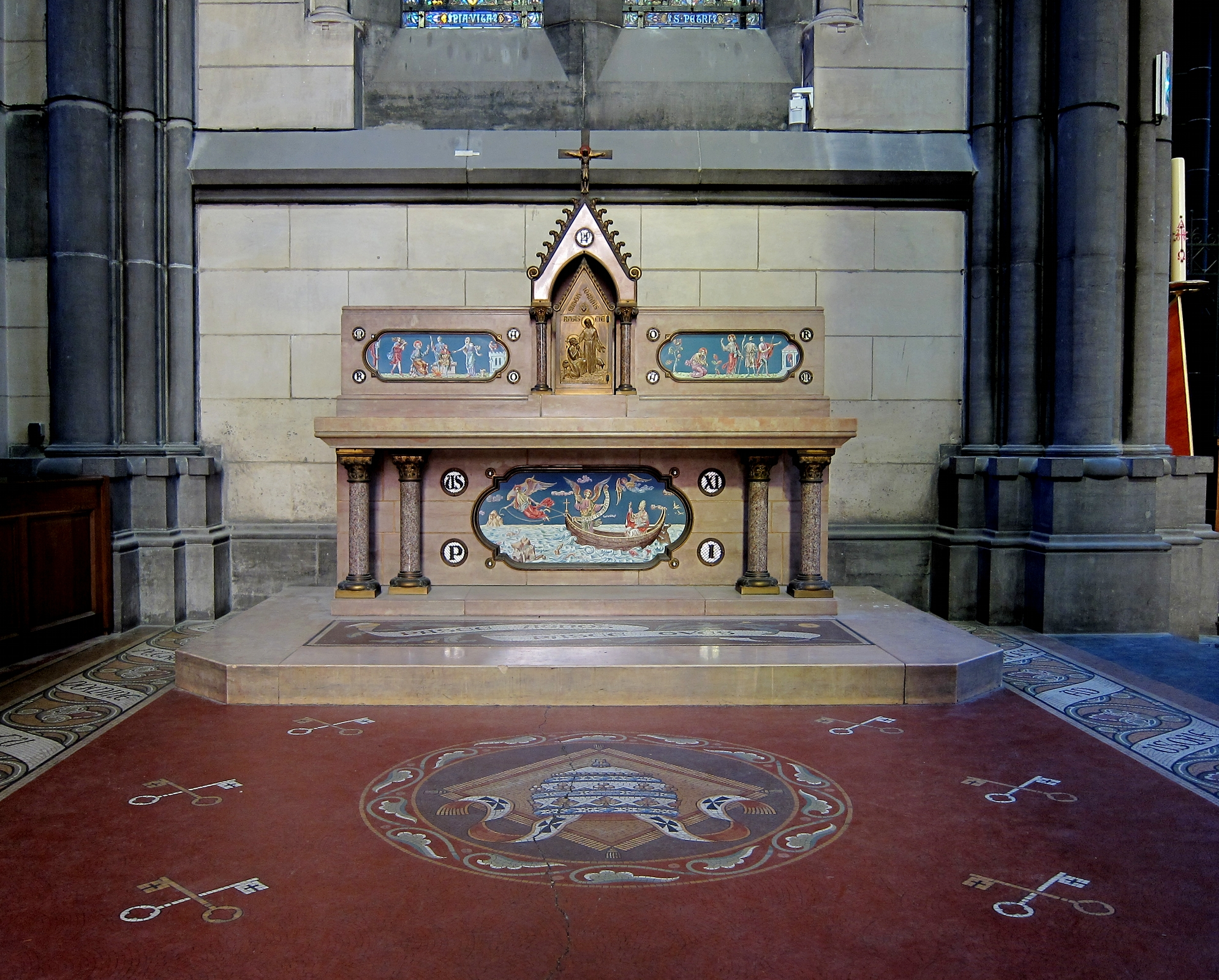
La chapelle de saint Pierre.

Dans le bras nord, le transept accueille une chapelle, la chapelle de saint Pierre, qui devait avoir pour pendant une chapelle de saint Eubert dans le bras sud qui n'a jamais été installée. Achevée en 1936, elle retrace la vie de saint Pierre. L'autel, réalisé par la Maison Desclée à Tournai/Roubaix, porte trois scènes en lave émaillée dessinées par Camille Wybo. Elles illustrent, de part et d'autre du tabernacle, les reniements successifs de Pierre et, sur le tombeau, le pape pilotant la barque de l'Église. Sur le tabernacle, le Christ ressuscité pardonne à Pierre sa faiblesse. Le sol porte les insignes pontificaux, la tiare et les clefs en sautoir, rappelant que cette église, honorée du titre de basilique mineure, a le privilège de faire figurer les armoiries du Vatican.
Dans le bras sud du transept, un grand retable de plus de trois mètres de haut est placé contre le mur est, derrière l'escalier donnant accès à la crypte. Acquis en 1922, il provient de la collection du comte Van der Cruisse de Waziers conservée au château du Sart. Il réunit des tableaux espagnols d'origines et de périodes diverses, probablement assemblés par un antiquaire au XIXe siècle. La partie centrale, représentant une Vierge à l'enfant, est contemporaine de l'assemblage. 
Les huit petits panneaux qui l'entourent représentant des saints en pied datent vraisemblablement du XVe siècle quand la série de onze panneaux représentant des scènes de la vie du Christ et de la Vierge, de la Nativité au Couronnement de Marie, sont de la seconde moitié du XVIe siècle. Tout en bas, la représentation du calvaire est datée des années 1500.
La verrière de la travée intérieure du bras nord, réalisée par Camille Wybo, figure des épisodes de la vie de saint Pierre. Elle a pour pendant, dans le bras sud, une représentation d'épisodes de la vie de saint Eubert, également par Wybo. Les verrières à droite et à gauche du portail nord sont les plus anciennes de la cathédrale. Réalisées par Antoine Lusson à partir de 1855, elles proviennent du chevet de la chapelle du petit collège des Jésuites, aujourd'hui disparue. Celles du portail sud, réalisées par Pierre Turpin en 1946 et 1949, célèbrent la Passion du Christ.
En 1963, Max Ingrand est retenu pour réaliser les vitraux du collatéral ouest du transept. Le premier est inauguré en juillet 1965 par le cardinal Achille Liénart. Situé tout au bout du collatéral ouest du bras sud, il illustre des paraboles. Dans la lancette gauche, sont représentés le bon grain et l'ivraie, le grain de sénevé, le levain, le trésor caché et le filet et, dans la lancette droite, différents épisodes de la parabole du fils prodigue. La baie voisine, à droite, est le produit du regroupement des verrières de trois des six lancettes d'une claire-voie du bras nord effectué en 1999, lors du réaménagement de la cathédrale. 
Elle représente Adam chassé du paradis, Abraham s'apprêtant à sacrifier Isaac et Noé portant l'effigie de son arche. Trois autres maquettes de verrières destinées à la cathédrale sont conservées dans les archives de Max Ingrand mais n'ont jamais été réalisées faute de donateurs pour les financer. C'est pourquoi les verrières du mur ouest du bras nord sont très différentes. De facture contemporaine, elles ont été réalisées en 1999 par Philippe Loup.

#### La salle du chapitre
Inaugurée en octobre 1913, la salle du chapitre actuelle a été conçue pour être la sacristie de la salle capitulaire qui n'a finalement pas été construite. On y accède par la seule aile de cloître qui ait été réalisée, située au niveau de la quatrième travée droite du chœur, à hauteur de la chapelle de saint Joseph. De plan rectangulaire, elle comprend quatre travées voûtées d'ogive de 11 m de haut, soutenues par des colonnes courtes reposant à mi-hauteur sur des culots. Uniquement éclairée à l'est et au sud, ses ouvertures en arc brisé sont habillées de vitraux traités en grisaille réalisés par Jean-Baptiste Anglade. Les trois verrières du chevet représentent la Crucifixion, la mort d'Abel et le sacrifice d'Isaac. La salle est meublée de quatre séries de stalles autrefois placées dans le chœur et d'un autel qui comprend deux bas-reliefs provenant de l'église Notre-Dame-de-Lourdes de Tourcoing, aujourd'hui disparue.

### Cryptes

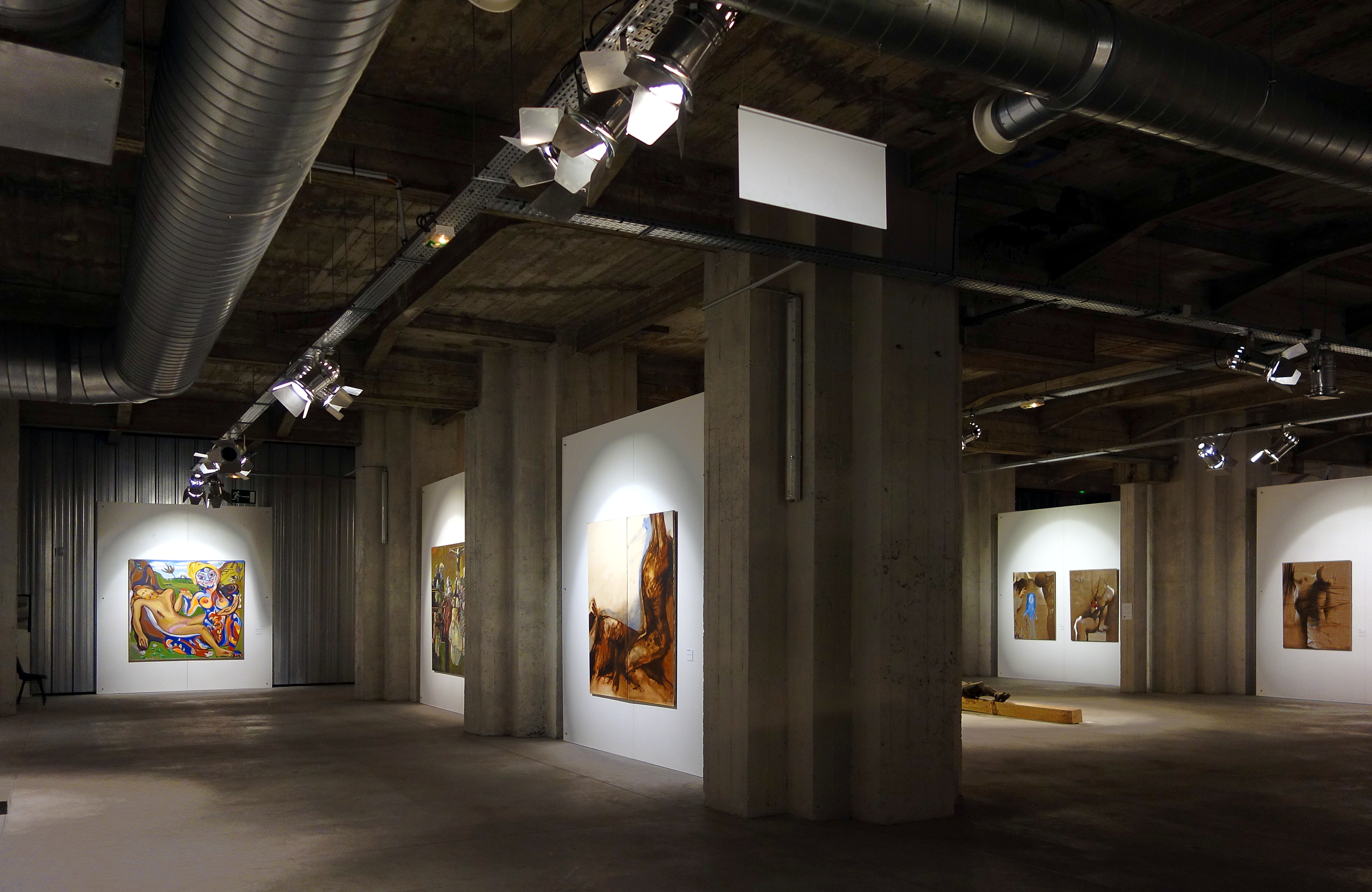
Le Centre d'art sacré de Lille.

Véritable cathédrale souterraine, la crypte de 2 500 m2 qui sert d'assise à l'ensemble de l'édifice est l'une des plus vastes d'Europe. Sa partie la plus ancienne, sous le transept, le chœur et ses chapelles rayonnantes, est construite en brique et en pierre blanche. Semi-enterrée, elle est éclairée par des petites fenêtres en arc brisé. D'une hauteur sous voûte de 5,2 m sous le chœur et la chapelle absidiale et de 4,5 m sous le transept, la « crypte néogothique » reproduit la configuration de la cathédrale, avec une partie centrale soutenue par d'épaisses colonnes à chapiteaux et des arcades brisées nervurées de pierre qui séparent les travées du chœur, ses collatéraux, son déambulatoire et l'entrée des chapelles.
Cette partie abrite la tombe de Henri Vandame dans la chapelle absidiale et les tombeaux de trois évêques de Lille (Héctor Raphaël Quilliet, le cardinal Achille Liénart, et Adrien Gand) ainsi que ceux de Philibert Vrau et de son beau-frère, Camille Féron-Vrau, dans les chapelles rayonnantes. Au chevet de l'abside se trouve la pierre tombale sans corps de Jean Le Vasseur, mayeur de Lille qui dédie la ville à la Vierge de la Treille en 1634, dont la dépouille a été exhumée puis cachée par les autorités révolutionnaires en 1793. La partie ancienne de la crypte contient aussi près de 150 « pierres commémoratives », de grande dimension (2 m x 1 m), de pierre noire avec inscriptions blanches ou de pierre blanche avec inscriptions rouges, pour la plupart historiées, ou plus petites (1,2 m x 0,6 m), non historiées, de pierre blanche. Elles évoquent des familles qui ont pour la plupart marqué l'histoire de la ville ou de la région dans les domaines de l'industrie, du commerce, de la politique ou de la culture. 
La thématique générale de l'iconographie des pierres historiées est « la glorification du martyre », dont les tableaux sont puisés dans les Actes des Martyrs, au choix des familles. On y trouve également quelques bustes, en pierre ou en bronze, dont ceux d'Henri Bernard, de Charles Bernard, du comte de Caulaincourt, de Charles Kolb-Bernard, de Philibert Vrau et de Camille Féron-Vrau. Sous le transept, la crypte est occupée par le musée diocésain et un magasin d'artisanat monastique. Le musée diocésain, qui compte une cinquantaine de pièces classées, n'est pas ouvert au public.
En 2015, une idée prend corps : rouvrir la « crypte néogothique » au public. Le chanoine Arnauld Chillon, alors recteur, et Thomas Sanchez, responsable culture et communication de la cathédrale, se lancent dans ce projet ambitieux avec le soutien de Laurent Ulrich, archevêque de Lille, de François-Joseph Furry, secrétaire général de la fondation Treille-Espérance, et de l'association des « Amis de la Cathédrale ». 
Après plus de 25 ans de fermeture, la « crypte néogothique » rouvre ses portes au public le 28 avril 2022 dans le cadre d'une très belle soirée d'inauguration. Nettoyé et assaini, réhabilité et valorisé par une scénographie lumineuse, ce joyau architectural accueillera dans un futur proche le « Trésor cathédral ».
La partie la plus récente de la crypte, sous la nef, est en béton brut, couverte d'un simple plafond plat. Elle date de 1936 et accueille le Centre d'Art Sacré de Lille qui présente des œuvres de la collection « La Passion de Dunkerque - Collection Delaine » sur le thème de la Passion. Donnée par Gilbert Delaine au diocèse de Lille en 1996, elle comprend notamment des œuvres d'Andy Warhol, Georg Baselitz, Robert Combas, Mimmo Paladino, Vladimir Veličković ou Ladislas Kijno. Le Centre d'Art Sacré de Lille, dont l'entrée est gratuite, est ouvert au public les samedis et dimanches après-midi.

## Orgues

### L'orgue de chœur

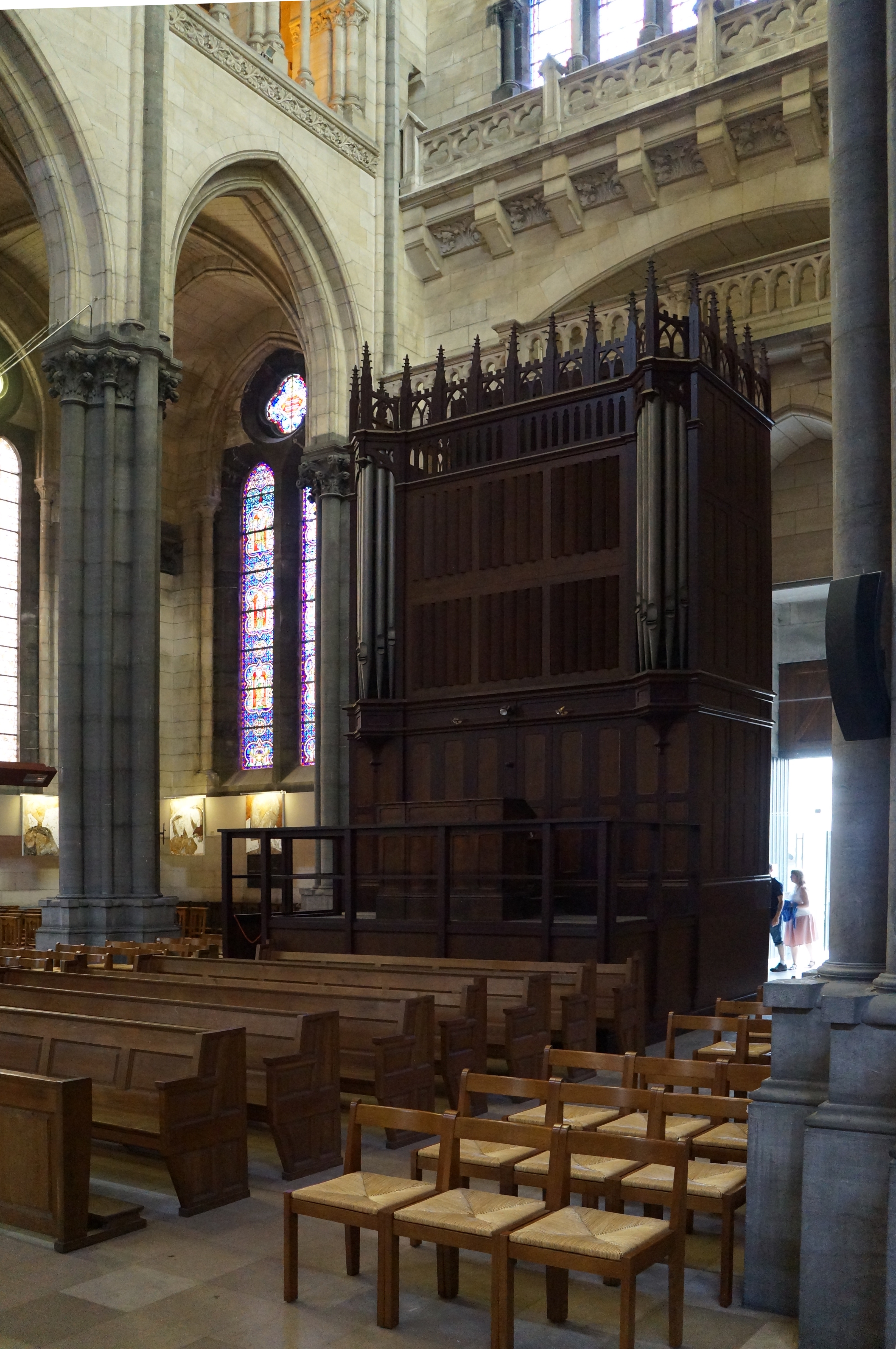
Le petit orgue de seize jeux monté sur estrade.

En vue de l'inauguration du chœur, Henri Bernard prend contact avec Aristide Cavaillé-Coll en mars 1869 pour commander un orgue de chœur. Sa fabrication ayant pris du retard, un orgue provisoire est livré pour l'inauguration, en juin 1869, avant d'être remplacé quelques mois plus tard par l'orgue qui a été commandé. Il s'agit d'un orgue de seize jeux, d'excellente facture bien que parmi les modèles les plus ordinaires proposés par Cavaillé-Coll, qui est inauguré en octobre 1869. Initialement situé dans le second collatéral sud du chœur, il est déplacé dans le bras sud du transept en 1961 et est relevé à cette occasion.
Il est de nouveau déplacé en 2007 lors de l'installation du grand orgue pour être placé sur une estrade, dans le bras nord du transept.
Composition
| I. Grand-Orgue expressif | II. Récit expressif      | Pédale                     |
| ------------------------ | ------------------------ | -------------------------- |
| Bourdon 16'              | Cor de nuit 8'           | Soubasse 16' (emprunt GO)  |
| Principal 8'             | Viole de gambe 8'        | Flûte 8' (emprunt GO)      |
| Flûte harmonique 8'      | Voix céleste 8'          | Basson 16' (emprunt REC)   |
| Bourdon 8'               | Flûte harmonique 8'00000 | Trompette 8' (emprunt REC) |
| Prestant 4'              | Flûte octaviante 4'      |                            |
| Plein-Jeu Vrgs           | Basson 8'                |                            |
|                          | Basson 16'               |                            |
|                          | Trompette 8'             |                            |
|                          | Basson-Hautbois 8'       |                            |
|                          | Tremolo                  |                            |

L'orgue se compose de quinze jeux réels (quatre emprunts au pédalier) répartis sur deux claviers de 56 notes et avec les emprunts sur le pédalier de trente notes. Traction mécanique des claviers et des jeux. Accouplements : Réc/GO. Tirasse : GO/Ped, Réc/Ped.

### L'orgue de tribune

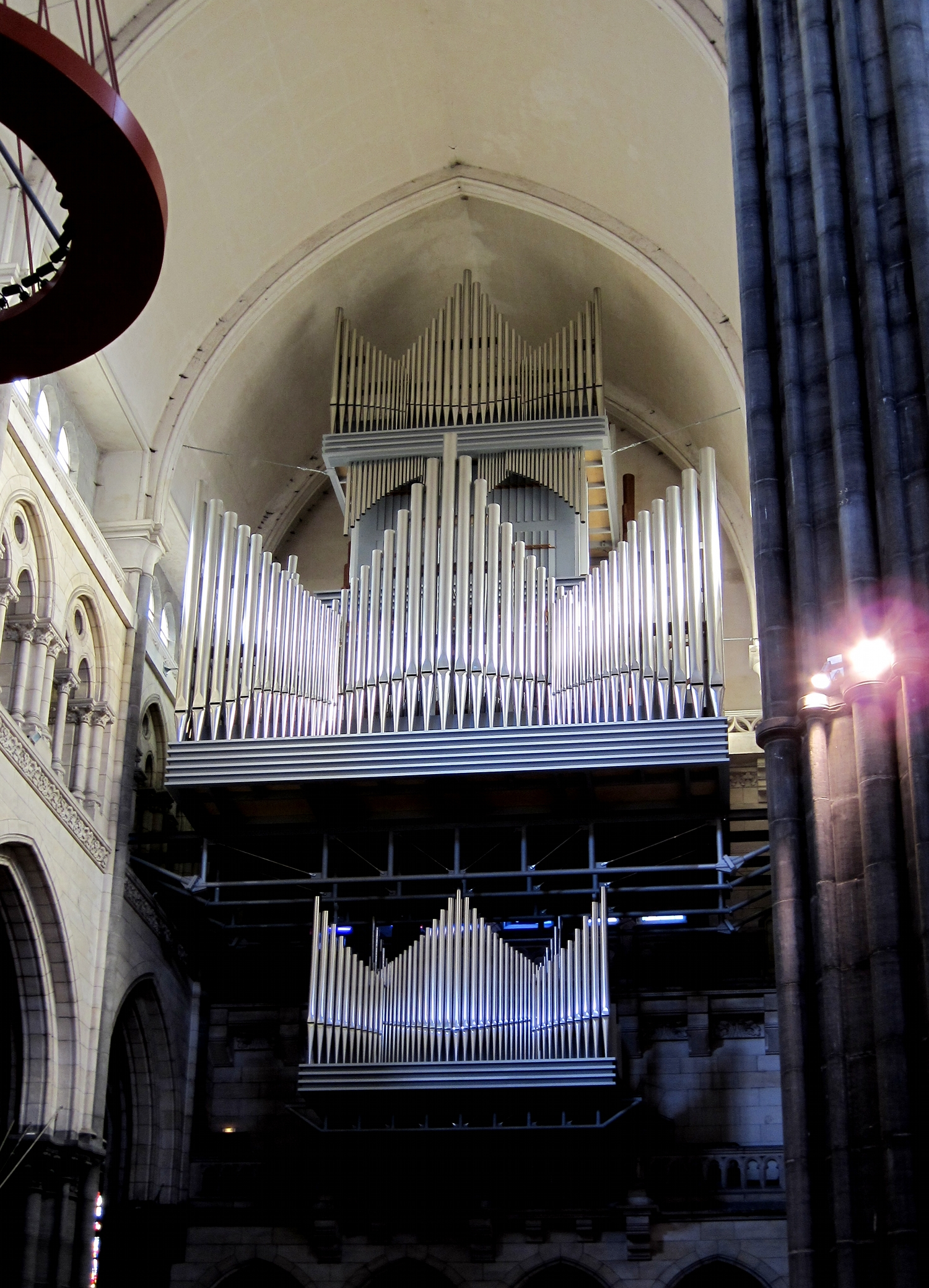
Le grand orgue.

Au début des années 2000, la cathédrale n'est pas encore dotée d'un grand orgue à la mesure de sa dimension. La question, soulevée dès le milieu des années 1990, n'a toujours pas trouvé de réponse lorsque, en 2006, l'opportunité d'acheter le Grand Orgue du studio 104 de la maison de la Radio à Paris se présente, à l'occasion des travaux de réhabilitation de l'immeuble de Radio France. En septembre 2006, l'association diocésaine de Lille propose de l'acquérir et, en 2007, il est vendu pour un euro symbolique à l'association « Un grand orgue pour Notre-Dame-de-la-Treille », créée pour la circonstance par André Dubois, organiste titulaire de la cathédrale.
Sa réinstallation à Notre-Dame-de-la-Treille est confiée à la manufacture d'orgues Johannes Klais Orgelbau de Bonn, en Allemagne, qui le suspend dans le bras sud du transept au moyen d'une charpente métallique. Le coût de l'opération, d'un montant total de 1,5 million d'euros, est financé pour un tiers par la région Nord-Pas-de-Calais. L'orgue est inauguré en juin 2008 mais, quelques mois plus tard, la commission de sécurité du Nord constate des faiblesses dans le système de soutènement et ordonne des travaux de renforcement. S'y ajoutent des problèmes de mise aux normes en vue d'obtenir l'autorisation d'organiser des grands concerts qui ne sont résolus que fin 2011.
L'orgue néo-classique, pesant 41 tonnes, a été construit de 1957 à 1966 par le facteur d'orgues Danion-Gonzalez, puis relevé par Bernard Dargassies de 1987 à 1989. Il est doté d'une console mobile de 101 jeux, répartis sur quatre claviers de 61 notes et un pédalier de 32 notes, et compte environ 7 000 tuyaux ce qui en fait le quatrième plus grand de France après les trois grands orgues parisiens, dans l'ordre suivant, de Saint-Eustache, Notre-Dame et Saint-Sulpice. Les titulaires actuels sont Ghislain Leroy et Denis Comtet.
Composition
| I. Grand-orgue          | II. Positif           | III. Récit expressif     | IV. Solo            | Pédale                |
| ----------------------- | --------------------- | ------------------------ | ------------------- | --------------------- |
| Montre 16'              | Montre 8'             | Quintaton 16'            | Bourdon 16'         | Vox Balenae 64'       |
| Bourdon 16'             | Flûte creuse 8'       | Flûte Traversière 8'     | Flûte harmonique 8' | Principal 32'         |
| Montre 8'               | Bourdon 8'            | Flûte céleste 8'         | Principal 8'        | Soubasse 32'          |
| Flûte 8'                | Salicional 8'         | Principal 8'             | Flûte à cheminée 8' | Flûte 16'             |
| Bourdon 8'              | Prestant 4'           | Gemshorn 8'              | Quintaton 8'        | Contrebasse 16'       |
| Gros Nazard 5' 1/3      | Flûte 4'              | Viole de Gambe 8'        | Flûte harmonique 4' | Soubasse 16'          |
| Prestant 4'             | Nazard 2' 2/3         | Voix céleste 8'          | Octave 4'           | Grande quinte 10' 2/3 |
| Flûte à cheminée 4'     | Doublette 2'          | Cor de nuit 8'           | Quinte 2' 2/3       | Flûte 8'              |
| Quinte 2' 2/3           | Larigot 1' 1/3        | Flûte octaviante 4'      | Flageolet 2'        | Principal 8'          |
| Grande tierce 3' 1/5    | Tierce 1' 3/5         | Principal 4'             | Super Octave 2'     | Bourdon 8'            |
| Doublette 2'            | Septième 1' 1/7       | Cor de chamois 4'        | Tierce 1' 3/5       | Grande tierce 6' 2/5  |
| Tierce 1' 3/5           | Piccolo 1'            | Nazard harmonique 2' 2/3 | Fourniture IVrgs    | Quinte 5' 1/3         |
| Fournitures Vrgs        | Plein Jeu IVrgs       | Octavin 2'               | Plein Jeu IIrgs     | Flûte 4'              |
| Cymbales IVrgs          | Cymbale Tierce IIIrgs | Principal 2'             | Ranquette 16'       | Octave 4'             |
| Grand Cornet Vrgs       | Trompette 8'          | Tierce harmonique 1' 3/5 | Régale 8'           | Principal 2'          |
| Basson 16'              | Cromorne 8'           | Piccolo harmonique 1'    | Clarinette 8'       | Flûte 2'              |
| Trompette 8'            | Clairon 4'            | Plein-jeu IV – Vrgs      | Chalumeau 8'        | Mixture Vrgs          |
| Trompette en chamade 8' | Tremolo               | Bombarde 16'             | Tremolo             | Contre Bombarde 32'   |
| Clairon 4'              |                       | Trompette 8'             |                     | Bombarde 16'          |
| Clairon en chamade 4'   |                       | Basson-Hautbois 8'       |                     | Basson 16'            |
|                         |                       | Voix humaine 8'          |                     | Trompette 8'          |
|                         |                       | Clairon 4'               |                     | Basson 8'             |
|                         |                       | Trémolo                  |                     | Clairon 4'            |
|                         |                       | Trompette en chamade 8'  |                     | Basson 4'             |
|                         |                       | Clairon en chamade 4'    |                     | Clairon 2'            |
|                         |                       |                          |                     | Chamade 8'            |
|                         |                       |                          |                     | Chamade 4'            |

Traction électro-mécanique des claviers et des jeux. Accouplements : Pos/GO, Réc/GO, Solo/GO, Réc/Pos, Solo/Pos, Solo/Réc, Réc 16,4. Tirasses : GO/Ped, Pos/Ped, Réc/Ped, Solo/Ped 8,4. Appel chamade G.O/Réc/Ped. Combinaisons ajustables et Tutti général.